# ステンレス鋼の歴史

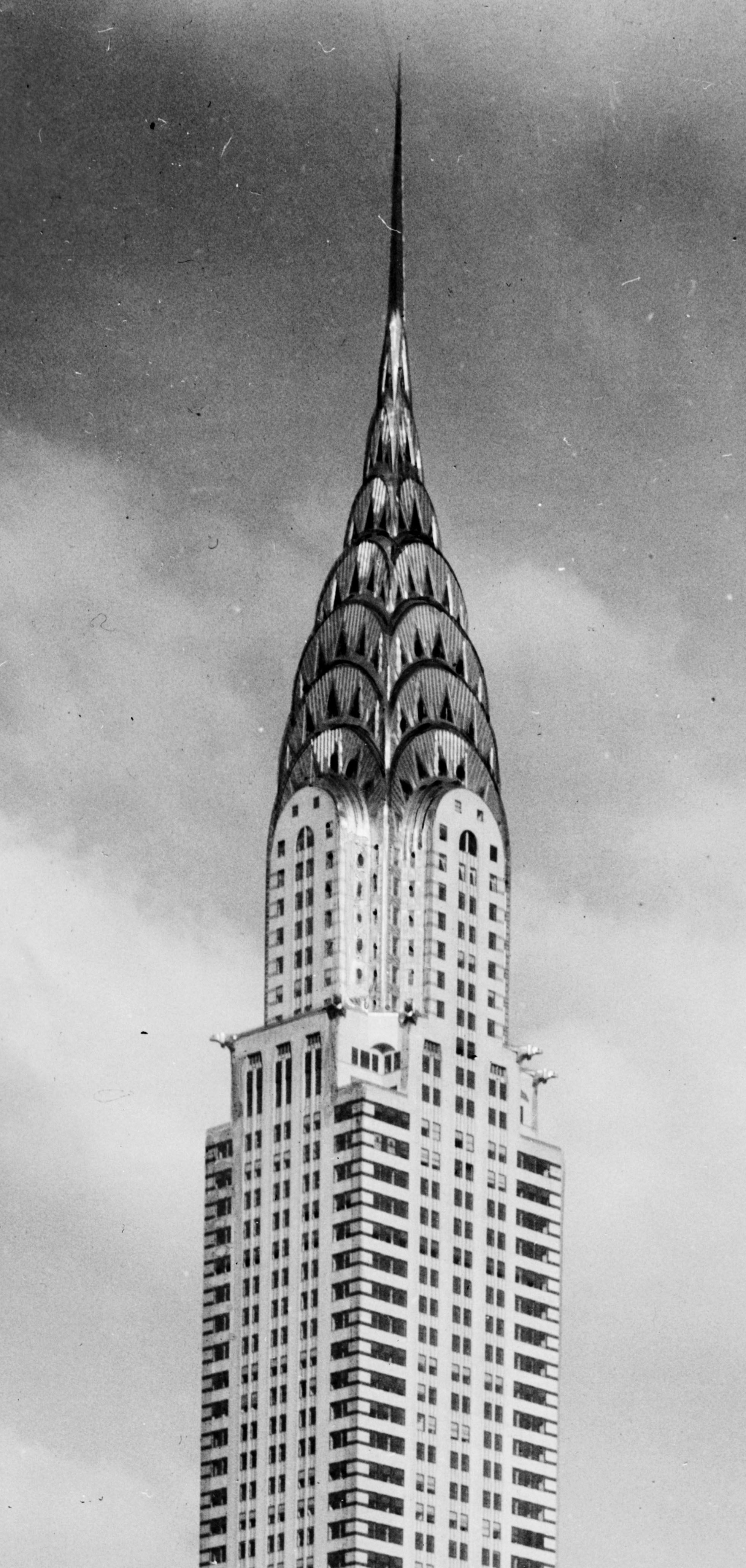
1930年に竣工したクライスラー・ビルディングの最上部尖塔は、ステンレス鋼板で覆われている。世界で初めてビル外装に大量のステンレス鋼を使用した歴史的建造物。

ステンレス鋼とはクロムを含み耐食性の高い鋼の一種である。ステンレス鋼の歴史（ステンレスこうのれきし）は、ステンレス鋼の必須元素であるクロムの発見にさかのぼる。
1761年、シベリアの鉱山で赤みがかかったオレンジ色の新種の鉱石が発見された。フランスのルイ＝ニコラ・ヴォークランがその鉱石を分析し、1797年に未知の金属を発見し、クロムと名付けた。その後、1820年代、イギリスの合金鋼研究を経て、フランスのピエール・ベルチェがクロム・鉄合金の研究を行った。ベルチェは初のフェロクロムを作製し、作製したクロム鋼は切れ味に優れることなどを報告した。その後もクロム・鉄合金の研究報告は散発するが、19世紀中に現在認められているようなステンレス鋼の発見・実用化には至ることはなかった。一方で、19世紀後半の金属組織学の成立やテルミット法の発明により、ステンレス鋼誕生の素地は出来上がりつつあった。
20世紀に入ると、クロム・鉄合金の基礎研究が深まり、ステンレス鋼の学術的基盤が確立した。現在では、ステンレス鋼は金属組織別にオーステナイト系、マルテンサイト系、フェライト系、オーステナイト・フェライト系、析出硬化系に大別される。1900年代、レオン・ギレが、耐食性については指摘できなかったが、マルテンサイト系、フェライト系、およびオーステナイト系の組織と組成を初めて体系的に明らかにした。また、フィリップ・モンナルツが、クロム・鉄合金の耐食性とその原理について現在でも通じるような優れた知見を報告した。1910年代になると、マルテンサイト系、フェライト系、オーステナイト系ステンレス鋼が実用化され、ステンレス鋼が工業的・商業的に発明された。マルテンサイト系の発明者はハリー・ブレアリーとすることが一般的で、オーステナイト系の発明者はベンノ・シュトラウスとエドゥアルト・マウラーとすることが一般的である。フェライト系の発明者は特定の人物や組織に定め難い。残る2つのオーステナイト・フェライト系と析出硬化系は、1930年代・1940年代に実用化された。
基本鋼種が発明されたステンレス鋼は、利用拡大と技術的発展を遂げる。イギリス、ドイツ、米国、その他諸国で生産され、第二次世界大戦前はカトラリー、建築物の外装や装飾、鉄道車両、ナイフ、タービン翼、航空用エンジンの排気弁、化学プラントなどで使われる。1950年時点、西側世界のステンレス鋼生産量は約100万トンに達していた。量産初期のステンレス鋼は充分な精錬ができなかったため材質のよいものではなかったが、1940年代に酸素脱炭法、1960年代にAOD法・VOD法が実用化され、品質が飛躍的に向上した。さらに、1950年代に連続鋳造法やゼンジミアミルも導入された。これらの生産技術の進歩によって低価格化が進み、ステンレス鋼薄板の使用が耐久消費財でも一般的になっていった。1970年代には高純度フェライト系や耐海水用オーステナイト系などの高性能な鋼種が開発され、現在の日本産業規格には100種類以上のステンレス鋼が登録されている。2018年現在、全世界のステンレス鋼生産量は約5000万トンに達している。

## 前史（1760年代–1890年代）

### 金属クロムの発見

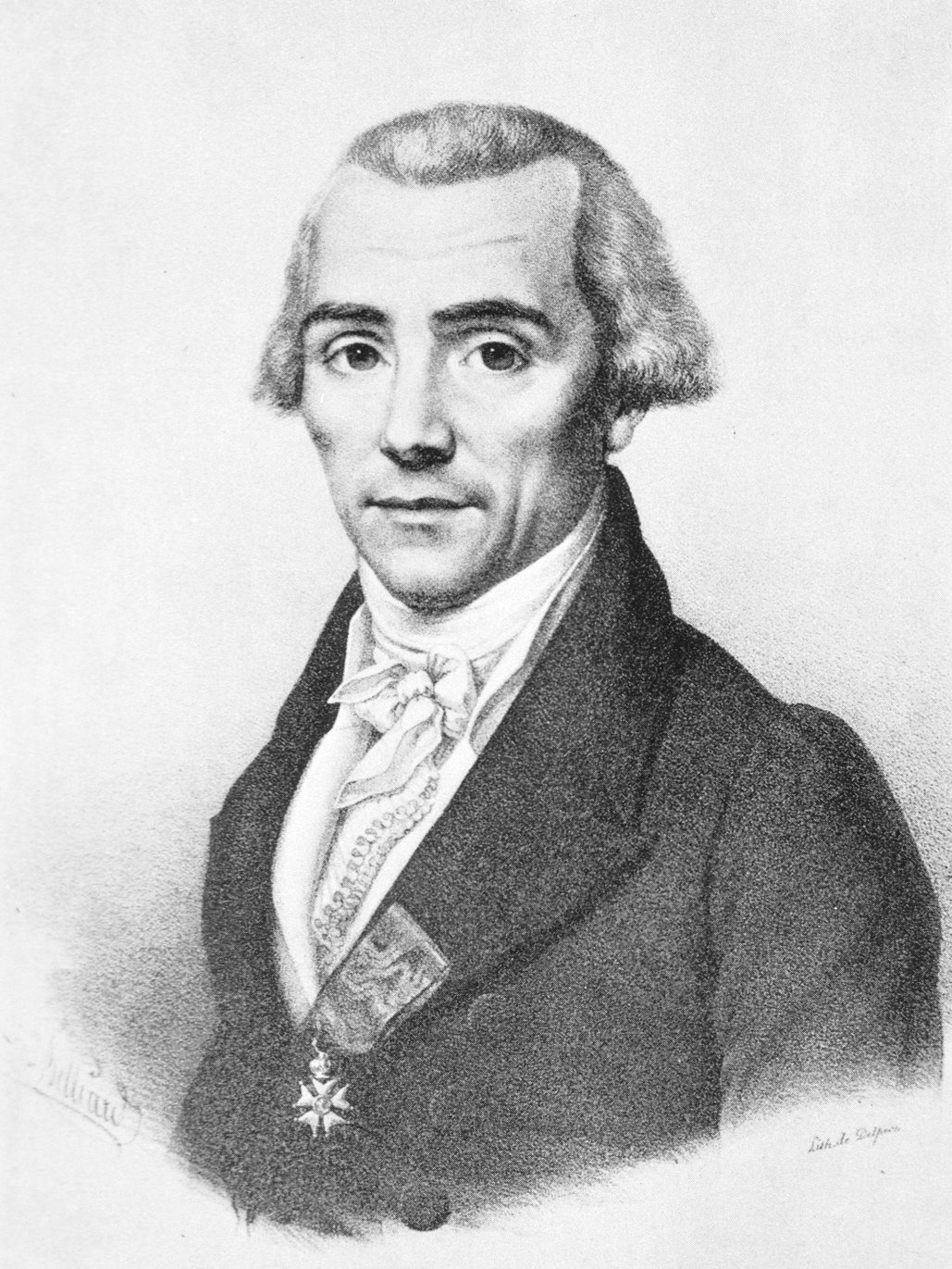
ルイ＝ニコラ・ヴォークラン

ステンレス鋼の歴史は、ステンレス鋼の必須元素であるクロムの発見から始まる。1761年、ヨハン・ゴットロープ・レーマンが、赤みがかかったオレンジ色の鉱石をシベリアの鉱山から入手した。彼はサンクトペテルブルクへそれを持ち帰ると、1766年にその鉱石には鉛が含まれていることを報告した。この鉱石は「シベリアの赤い鉛」と呼ばれるようになり、赤色またはオレンジ色の顔料として重宝された。この鉱石は現代では紅鉛鉱として知られ、クロム酸鉛（PbCrO4）で構成されるものであった。
1789年ごろ、この「赤い鉛」の分析の依頼が、フランスの化学者ルイ＝ニコラ・ヴォークランが働く研究室へやって来た。ヴォークランは、試行の末に木炭還元処理によって未知の金属を「シベリアの赤い鉛」から発見した。1797年、ヴォークランはこの分析成果の第一報を発表し、この未知の金属を「クロム」と名付けた。また、同時期の1798年に、ドイツの化学者マルティン・ハインリヒ・クラプロートが、ヴォークランとは独立に「シベリアの赤い鉛」に含まれるクロムの発見を報告した。しかし、クロムの金属としての利用に関心が持たれることは、当時はあまりなかった。

### ファラデーからベルチェまで

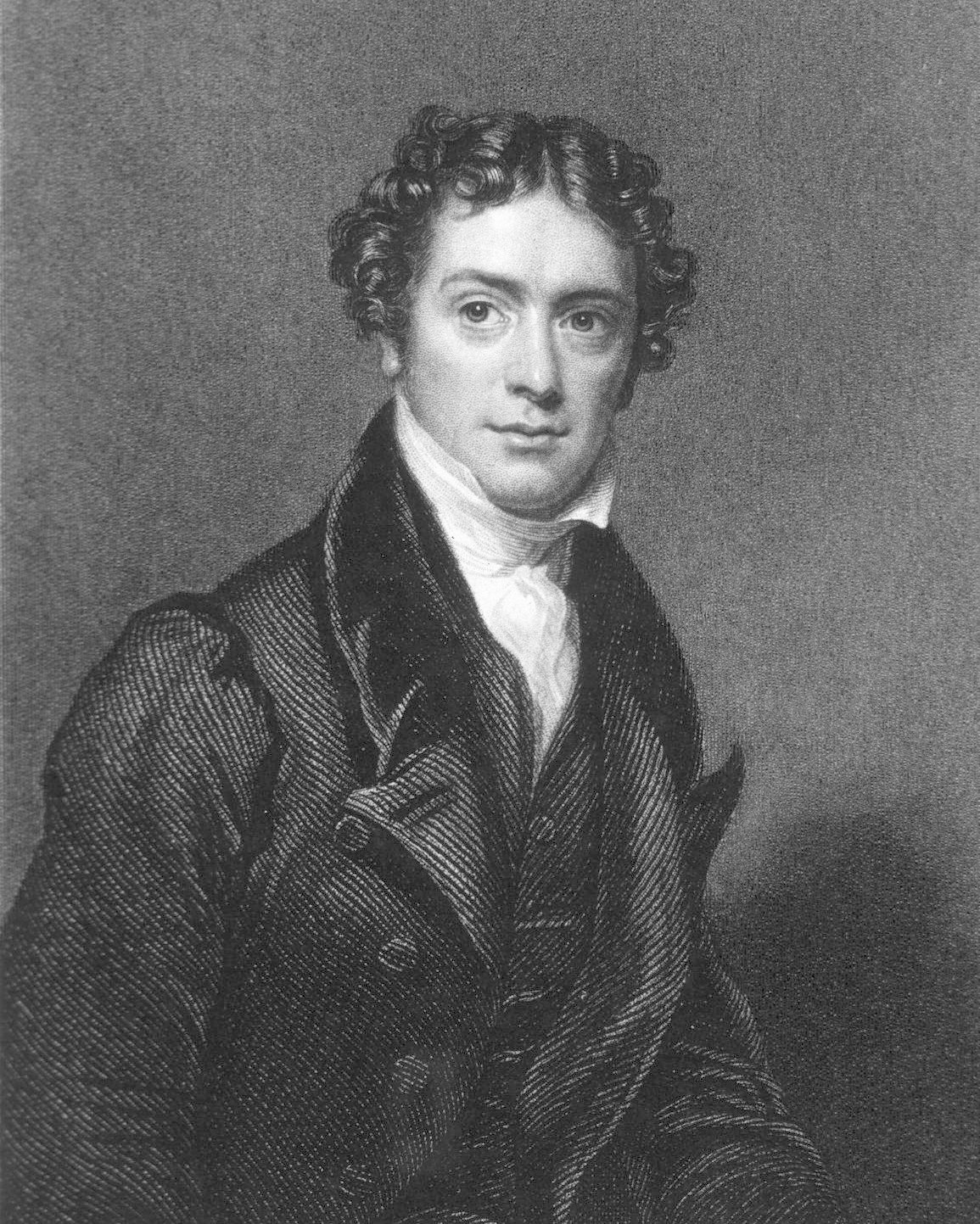
マイケル・ファラデー

電磁気学の始祖として知られるイギリスの科学者マイケル・ファラデーは、若かったころには合金鋼の研究を行っており、合金鋼開発黎明期の研究者の一人でもあった。刃物師ジェームス・ストダートからのウーツ鋼の調査依頼をきっかけにして、ファラデーは優れた性質を持つ合金鋼を作る実験を繰り返した。ファラデーは貴金属を含有させることで鋼の性質を改善させるアイデアを思い付き、ニッケル、銀、白金、ロジウム等との鉄合金を作成して1820年に研究成果を発表した。その後、ファラデーとストダートは精力的に試験を繰り返した。彼らの研究成果は先駆的で、今日では合金鋼研究の始まりとも位置付けられる。1820年の研究論文 "Experiments on the alloys of steel, made with a view to its improvement"（参考訳：改良の観点から実施された鋼の合金の研究）は「世界初の合金鋼の研究論文」とも評される。この論文では、ニッケルが鋼の耐酸化性を高めることなどを見出している。

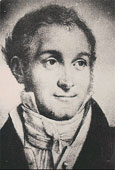
ピエール・ベルチェ

ファラデーとストダートの研究成果は、フランスの鉱山技師ピエール・ベルチェの関心を引き付けることとなった。1820年のファラデーとストダートの論文はフランス語にも翻訳され、ベルチェに研究のヒントを与えた。ベルチェは、鋼に金属クロムを添加した合金を作ることを考え付いた。まずベルチェは、この研究の過程でフェロクロムを初めて生み出した。フェロクロムとは鉄とクロムの合金のことで、現在のステンレス鋼製造における主要原料である。ベルチェはクロム鉱石と鉄鉱石の複合酸化物を木炭中で加熱して還元させて、クロムと鉄の合金、すなわちフェロクロムを作製した。ベルチェが作製したフェロクロムは、クロムを 17 % から 60 % 含むもので、同時に炭素も多量に含んでおり、淡い灰色の結晶だった。作り出されたフェロクロムには、強い酸への耐性があることがわかった。次にベルチェは、作り出したフェロクロムをもとにクロム 1 % と 1.5 % 含有のクロム鋼を作製した。作製したクロム鋼は切れ味に優れることをベルチェは発見し、腐食させて擦るとダマスク模様が現れること、カトラリーの材料に向いていることなどを報告した。
ベルチェは、1821年にフェロクロムとクロム鋼の研究成果を発表した。この論文はファラデーの目にも留まり、ファラデーもクロム鋼を作製した。作製したのは 1 % と 3 % のクロム鋼で、充分な試験はできなかったが、ファラデーも見事なダマスク模様が現れることを確認した。このクロム鋼の試作結果は1822年の論文に加えられ、発表された。しかし、ストダートが1823年に急逝すると、共同研究者を失ったファラデーも1824年を最後に合金鋼の研究から去ることとなる。

### その後の研究と周辺技術の発展
ファラデーらとベルチェの研究の後、クロムの鉄鋼に対する影響を工業的観点から研究した特筆すべきものは、しばらく現れることはなかった。ステンレス鋼誕生まで、ファラデーらとベルチェの研究から約90年待つこととなる。ただし、クロムを含む鋼がエッチングしにくいことは当時の研究者たちの間でも認識されていた。20世紀になるまで、以下のようなクロム・鉄合金の研究とステンレス鋼誕生に関わる周辺技術の発展があった。
1838年、R.マレがクロム・鉄合金あるいはクロム鋼が酸化剤に対する高い耐食性を持つことを報告した。しかしマレは、材料中のクロムは最終的には溶け出してしまい、合金は耐食性がより低い状態となるという結論を示した。おそらくマレは、クロムの役割を電池作用腐食における活性金属の役割と同じと考え、この誤った結論に至ってしまったのではないかと推測される。
1863年から1864年にかけて、イギリスのヘンリー・ソルビーは顕微鏡による金属組織の観察を行った。ソルビー以前にも金属を顕微鏡で観察した者はいたが、ソルビーは顕微鏡写真の撮り方や研磨・エッチングの方法を研究し、金属組織観察法の一体系を作り上げた。1868年にはロシアのディミトリ・チェルノフが、1878年にはドイツのアドルフ・マルテンスが金属組織の研究成果を発表した。こうして花開いた金属組織学は、ステンレス鋼にとっても最重要な技術となった。
1872年には、イギリスのジョン・ウッズとジョン・クラークが、耐候性と耐酸性のある鉄合金としてクロム 30–35 % とタングステン 2 % を含有する鉄合金の特許を取得した。この特許は、ステンレス鋼の最初の特許ともいわれる。ただし、彼らはこの高クロム鉄合金がカトラリーや硬貨、鏡に有用だと指摘したものの、この合金の追加研究の記録は残っていない。この後もイギリスやフランスで、クロム鋼の性質に関する報告がいくつかあり、高クロム鉄合金の耐食性を指摘したものもあった。

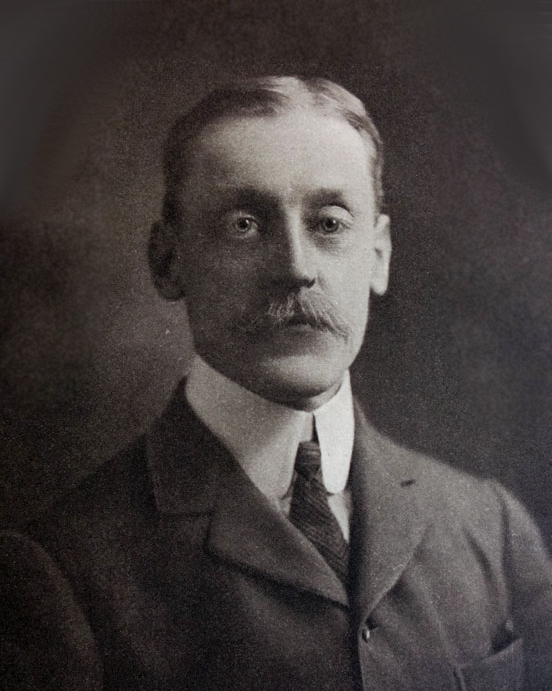
ロバート・ハドフィールド

しかし1892年、高マンガン鋼の発明で知られていたイギリスのロバート・ハドフィールドが、クロムは鋼の耐食性を下げるという報告をした。ハドフィールドが耐食性を試したのは 1.18 % から 9.81 % のクロムを含む鉄合金で、50 % 濃度の硫酸に浸漬させて腐食減量を測定した。その結果は、クロム量が多いほど腐食減量は多くなるというものであった。このような結果になった原因としては、試料の炭素量が高かったこと、高濃度の硫酸を使って耐食性を試したことが推定される。現代のステンレス鋼でも、硫酸に対する耐食性は限られている。高名なハドフィールドの報告の影響は大きく、クロムは耐食性を低下させるという説が広まってしまい、他の研究者たちの高クロム鋼研究への関心を損なうこととなった。
その後1895年、ドイツのハンス・ゴルドシュミットがテルミット法を発明し、これにより、炭素をほとんど含まない純度の高いクロムが工業的に生産可能となった。テルミット法以前のファラデー、ベルチェ、ハドフィールドなどの研究での試料はいずれも炭素濃度が高く、これが現代的なステンレス鋼作製を阻害していた。ヴォークランが単離して発見したクロムも、木炭還元法により多量の炭素を含んでおり、一部は炭化クロムであった可能性がある。ウッズとクラークが特許を取った高クロム合金を実用化できなかったのも、当時の技術ではクロム濃度を上げるほど炭素濃度が上がってしまうことが原因だったと推定される。1898年には、フランスのA.カルノーとE.グータルが、炭素含有量が多いほどクロム鉄合金の耐食性が落ちることを報告した。ゴルドシュミットのテルミット法によって低炭素クロムの生産が容易になり、ステンレス鋼の実現が現実的なものとなった。

## 学術的基盤の確立（1900年代）
20世紀になると、学術的知見がさらに確立し、ステンレス鋼の発明の基盤が出来上がった。19世紀末には、有用な特性を持たせることに成功した合金鋼が、欧米各国で相次いで誕生していた。この動きは、合金鋼の基礎研究に対する科学者たちの関心を高めた。低炭素クロムを利用して、フランスとドイツの科学者たちが高クロム鋼の基礎研究を始めた。

### フランスでの基礎研究成果
フランスのレオン・ギレは、1902年から1906年にかけて精力的に合金鋼の研究を進め、現代におけるステンレス鋼の基本3分類「フェライト系ステンレス鋼」「マルテンサイト系ステンレス鋼」「オーステナイト系ステンレス鋼」に属する組成を体系的に初めて報告した。フェライト系、マルテンサイト系、オーステナイト系とはステンレス鋼を金属組織によって分類したもので、フェライト系がフェライト相を、マルテンサイト系がマルテンサイト相を、オーステナイト系がオーステナイト相を主な金属組織として持つ。
ギレはテルミット法で得られるクロムを用いて試料を作製し、クロム含有量を最大 32 % 程度まで、炭素含有量を最大 1 % 程度まで変えた23種類のクロム・鉄合金の研究成果を1904年と1905年に発表した。それらの試料の内、5種類の組成は、現在のマルテンサイト系およびフェライト系に分類されるステンレス鋼と共通している。ギレは、試料の熱処理、機械的性質、金属組織について解説し、それらの金属組織がマルテンサイトまたはフェイライトで構成されていることも特定した。その後1906年、ギレは現在のオーステナイト系に相当する試料の研究成果も発表し、その金属組織がオーステナイトであることも特定した。以下に、ギレが研究した試料の組成と、それらの組成に相当する現在の工業規格の鋼種を示す：
| 発表年 | 組成 (%) | 組成 (%)   | 組成 (%) | 近い組成が定められている AISI規格のステンレス鋼種 | 近い組成が定められている AISI規格のステンレス鋼種 |
| 発表年 | クロム量 | ニッケル量 | 炭素量   | 近い組成が定められている AISI規格のステンレス鋼種 | 近い組成が定められている AISI規格のステンレス鋼種 |
| ------ | -------- | ---------- | -------- | ------------------------------------------------- | ------------------------------------------------- |
| 1904   | 13.60    | -          | 0.142    | マルテンサイト系                                  | 410                                               |
| 1904   | 14.52    | -          | 0.382    | マルテンサイト系                                  | 420                                               |
| 1904   | 18.65    | -          | 0.905    | マルテンサイト系                                  | 440C                                              |
| 1904   | 22.06    | -          | 0.210    | フェライト系                                      | 442                                               |
| 1906   | 18.20    | 5.40       | 0.268    | オーステナイト系                                  | 301                                               |
| 1906   | 20.55    | 10.60      | 0.315    | オーステナイト系                                  | 304                                               |

しかしながら、ギレは自身が作製した高クロム鋼の耐食性に気づくことはなかった。高クロム鋼がピクリン酸でエッチングできないことまでは認めていたが、耐食性について報告することはなかった。それでもなお、ステンレス鋼の基本3分類について冶金学観点から体系的な研究成果を最初に報告したギレの功績は特筆される。金属工学者のカール・ザッフェは、ステンレス鋼発明者の筆頭としてギレの名を挙げる。ハロルド・コブも、フェライト系、マルテンサイト系、およびオーステナイト系ステンレス鋼の最初の発見者にギレの名を挙げ、「ステンレス鋼を冶金学的・力学的観点から最初に詳しく調べた者」と評している。
ギレの試料は、1906年、後輩のアルバート・ポートヴァンへ引き継がれた。追加の試料と共に、ポートヴァンは電気抵抗、せん断特性に及ぼす金属組織、添加元素、熱処理の影響を明らかにした。1909年にポートヴァンは研究成果をイギリスで発表し、1911年と1912年にはフランスと米国でも発表した。高クロム鋼の耐食性について、クロム含有量が多いほどエッチングしにくくなり、クロム含有量が多いほどエッチング溶液の温度と浸漬時間を増やす必要があることを指摘した。このように、ポートヴァンはエッチングしづらくなることには気づいたが、それらの試料が錆びない耐食性までも備えていることには気づかなかった。しかしながら、ポートヴァンの試料の一つにはクロム 17.38 %、炭素 0.12 % の組成からなるものがあり、これは現在のフェライト系標準鋼種である430系そのものであった。

### ドイツでの基礎研究成果
一方、ドイツでは、グスタフ・タンマンが合金の状態図の研究を進めていた。タンマンは、よく使われていた金属20種類について組成を変えながら組み合わせて1900個もの試料を作製して、合金状態図の全貌を大まかながら明らかにした人物である。1907年、タンマンは初の鉄・クロム系二元状態図を報告した。この状態図は間違いや不完全な点を含んでいたが、初の鉄・クロム系二元状態図として価値あるものであった。
タンマンの鉄・クロム系二元状態図の発表は、アーヘン工科大学の教授であったヴィルヘルム・ボルヒャースを触発した。1908年、ボルヒャースは、研究生であったフィリップ・モンナルツに、タンマンの結果の追試と無炭素のクロム・鉄合金の耐酸性と機械的性質の研究を進めさせた。モンナルツは、クロム含有量 3.8 % から 98.2 % までの試料を用意した。炭素量は、現在からの推定で 0.03 % 以下であった。タンマンの結果を追試後、モンナルツは塩酸、硫酸、硝酸、混酸、水道水、大気といった環境下で試料の耐食性を試験した。
モンナルツの研究成果は、彼の学位論文 "Beitrag zum Studium der Eisen-Chromlegierungen unter besonderer Beriicksichtigung der Saurebestandigkeit"（参考訳：クロム・鉄合金における特に耐酸性に注目した研究への寄与） としてまとめられ、1911年に大学へ提出された。この論文でモンナルツは、次のような、現在でも通用する卓越した知見を述べている：
- クロム・鉄合金の耐食性の向上は、不働態現象によって起こること
- 不働態の強さはクロム含有量に比例すること
- 不働態は酸化性雰囲気で形成されるが、還元性雰囲気では破壊されること
- クロム含有量 12 % 以下になると、クロム・鉄合金の耐食性は落ち出し、この現象は硝酸、水、大気中で特に顕著であること
- 合金中の炭素はクロム炭化物を形成すること
- 形成されたクロム炭化物は硬さを向上させるが、耐酸性を悪化させること
- 含有されている炭素は、チタン、バナジウム、モリブデン、タングステンのような炭化物生成元素を少量添加すれば、耐食性を悪化させないように安定化できること
- モリブデンの添加は、耐食性向上に特に有効であること

モンナルツの研究成果の驚くべき点は、ステンレス鋼自体の発見に留まらず、ステンレス鋼がなぜ耐酸性を持つのかという原理の発見にも及んでいる点である。この画期的な研究成果は、1911年の3月と4月の2回に分けて学術雑誌にも掲載され、大きな反響があった。ハドフィールドから広まった高クロム鋼の耐食性に関する誤解は払拭され、ステンレス鋼の時代の幕開けとなった。

## 発明（1910年代）
1900年代の学術的基盤をもとに、1910年代になるとステンレス鋼が工業的・商業的な観点から発明、実用化され始める。ステンレス鋼は、主に産業界の研究者たちによって研究が進められることとなった。
1910年代の初めに、欧米の研究者たちによってステンレス鋼の基本3鋼種フェライト系ステンレス鋼、マルテンサイト系ステンレス鋼、オーステナイト系ステンレス鋼が確立されるが、誰を「ステンレス鋼の発明者」と呼ぶにふさわしいかは一概には言えない。1900年代の研究者たちも含めて、ステンレス鋼には多くの発見者・発明者が居た。あえて発明者の名を一人だけ挙げる場合は、実用的観点からステンレス鋼の利点を明確にした後述のイギリスのハリー・ブレアリーの名を挙げることが多い。しかし、いずれにしても、ステンレス鋼の発明は一握りの人物や組織によって達成されたものではなく、数多くの研究者たちが蓄積してきた英知と努力の成果である。

### オーステナイト系の工業的発明

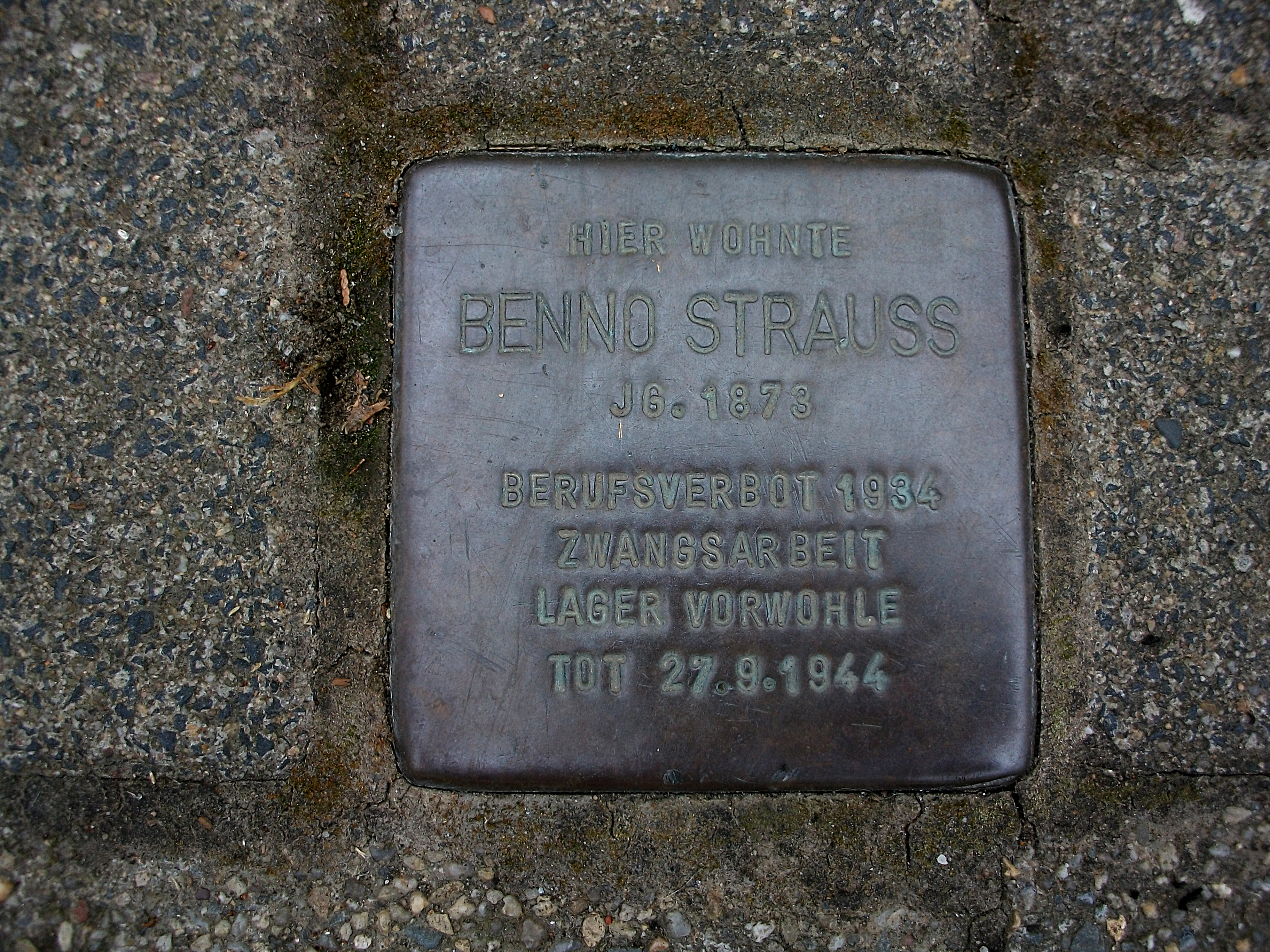
エッセンにあるシュトラウスの銘板

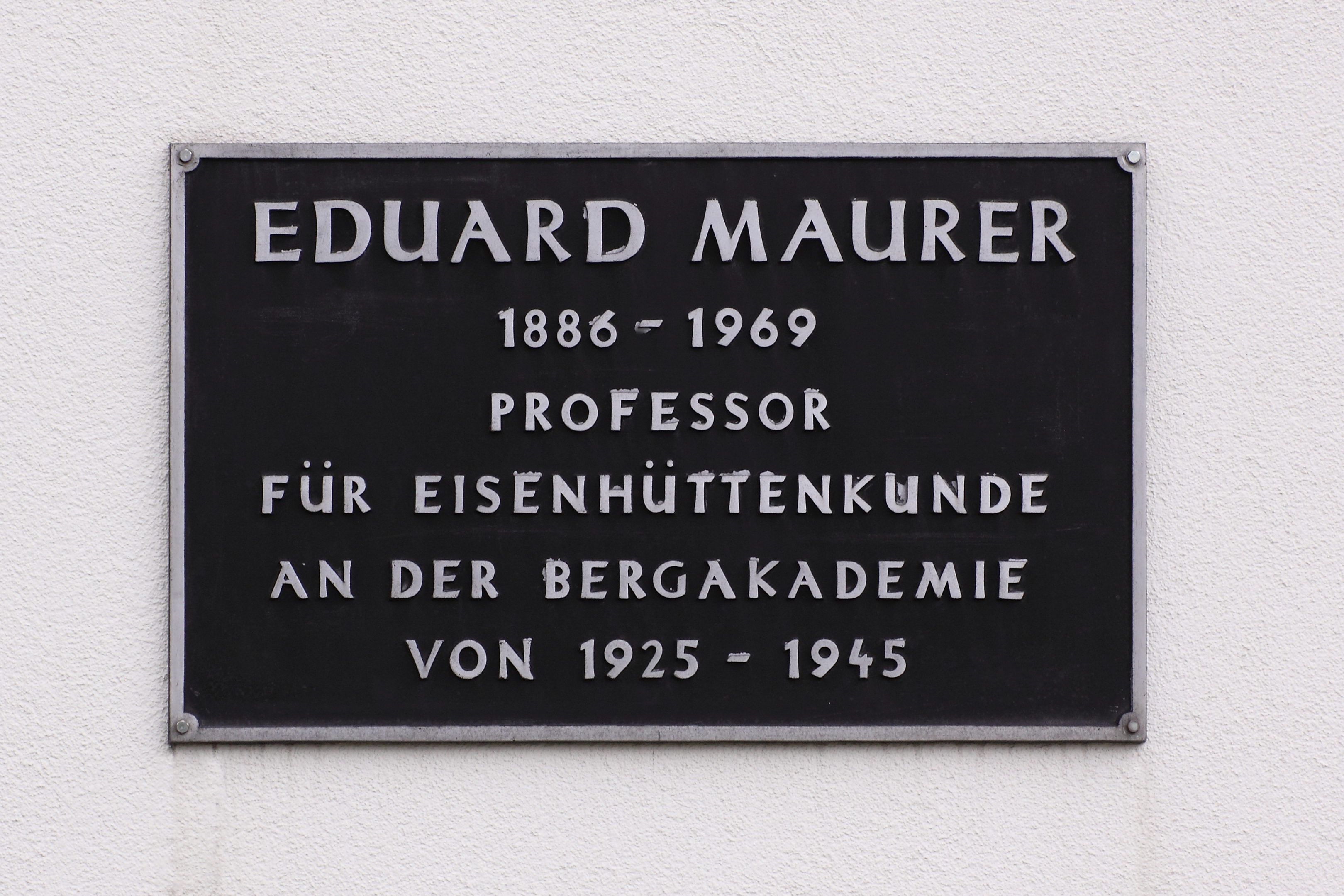
フライベルクにあるマウラーの銘板

オーステナイト系ステンレス鋼の発明者には、ドイツのベンノ・シュトラウスとエドゥアルト・マウラーの名が第一に挙げられる。1909年ごろより、フリート・クルップ（以下、クルップ社）のベンノ・シュトラウスとマウラーは、クロム・ニッケル・鉄合金の研究を進めていた。シュトラウスが熱電対用の耐熱合金を研究しており、1910年に3種類の高クロム鋼、2種類の高クロム・ニッケル鋼を作製した。マウラーが、それら鋼種の1つの耐食性に気づいた。オーステナイト組織の高クロム・ニッケル鋼が硝酸に対して耐性を持つことが追試によって確認され、その成果をもとに1912年にクルップ社から2つの特許が出願された。その内の1つが、"V2A" と名付けられた、クロム 20 %・ニッケル 7 %・炭素 0.25 % のオーステナイト系ステンレス鋼であった。クルップ社は、この鋼種について1913年にイギリスで特許登録し、後に米国でも特許登録した。
このようにしてオーステナイト系ステンレス鋼を発明したシュトラウスとマウラーであったが、後の1920年代から30年代にかけて、シュトラウスとマウラーの間でどちらが発明者にふさわしいかについて論争が起きている。そのような経緯もあり、オーステナイト系ステンレス鋼の発明はクルップ社という会社の功績と考える見解もある。金属工学者の遅沢浩一郎は、二人の名ではなく、クルップ社の名をオーステナイト系の発明者として挙げる。

### マルテンサイト系の工業的発明

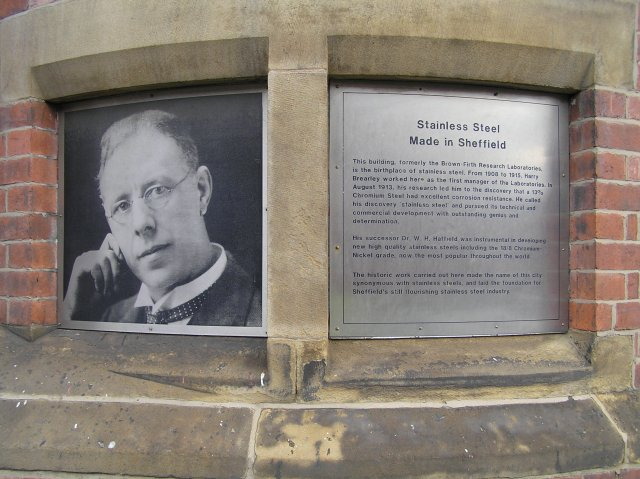
シェフィールドのブラウン・ファース研究所跡地にあるハリー・ブレアリーの記念碑。左がブレアリーの肖像。

マルテンサイト系ステンレス鋼の場合は、その発明者には、イギリスのハリー・ブレアリーの名が第一に挙げられる。シェフィールドにあるブラウン・ファース研究所の初代所長であったブレアリーは、ライフル銃で起きていたエロージョンの調査を1912年に受けた。ブレアリーは対策には高クロム鋼が有効と考え、1913年に試作し、その試料が優れた耐食性を持つことに気づいた。ブレアリーが作製した試料は、クロム 12.8 %、炭素 0.24 %、マンガン 0.44 %、シリコン 0.20 % という成分から構成されており、現在の標準的なマルテンサイト系ステンレス鋼の一つに相当するものであった。
ブレアリーは、自分が発見した鋼種はナイフやフォークなどのカトラリーに役に立つと考えた。ブレアリーはモズレー商会のアーネスト・スチュアートに協力してもらい、自分が発見した鋼種のナイフを製作して、実際に有用であることを確かめた。ブレアリーは、自分の鋼種を「ラストレススチール (rustless steel)」と呼んでいた。現在の「ステンレス鋼 (stainless steel)」という名称は、スチュアートがブレアリーの鋼を「変色しにくい (stain less)」と評し、"stainless steel" と呼んだことに由来する。ブラウン・ファース研究所を運営していたトーマス・ファース・アンド・サンズ（以下、ファース社）とブレアリーの間でステンレス鋼を巡って軋轢が起こったが、ブレアリーは協力者を得て、1915年にカナダで1916年に米国でブレアリーの高クロム鋼が特許登録された。
一方で、前述のドイツのシュトラウスとマウラーが作製した試料にも、マルテンサイト系の鋼種が含まれていた。1912年にクルップ社が特許出願したもう1つの耐食鋼は、"V1M" と名付けられたクロム 14 %・ニッケル 2 %・炭素 0.15 % のマルテンサイト系であった。また、後述の米国のエルウッド・ヘインズも、マルテンサイト系の開発において言及されるに値すると評される。

### フェライト系の工業的発明
フェライト系ステンレス鋼の場合、発明者を特定の人物や組織に定めるのは難しい。発明者として挙げられる一人は、前述のフランスのアルバート・ポートヴァンである。彼が1911年に発表した試料の組成は、現在のフェライト系の標準鋼種にほぼ正確に合致する。あるいは、米国のクリスチャン・ダンチゼンも発明者として挙げられる。ダンチゼンが1911年から電球リード線用の研究していた鋼種には、ポートヴァンと同じく、現在のフェライト系の標準鋼種に相当するものが存在していた。そして、米国のエルウッド・ヘインズも、発明者として挙げられる。ヘインズは1911年ごろからクロム・鉄合金の研究を行い、一回却下された後、1915年に再度特許出願した。彼が特許請求した組成の一種は、クロム 15–25 %、炭素 0.07–0.15 % を含有する鋼種であった。
1910年代、フェライト系に相当する低炭素高クロム鋼の研究や特許取得を行った人物や組織は、他にも複数存在していた。さらに、それらの研究開発はそれぞれ独立に進められたものであった。前述のドイツのモンナルツもそれらの内の一人である。

## 利用の拡大と改良鋼種の開発（1910年代–1930年代）

### イギリス

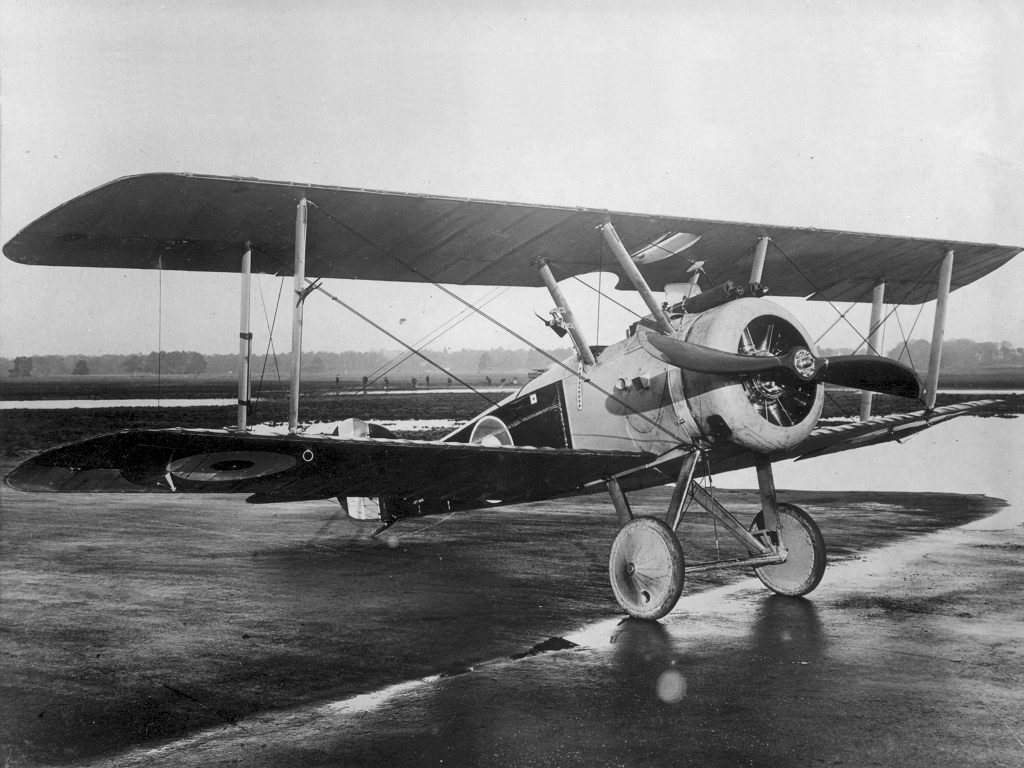
複葉戦闘機ソッピース キャメル（1914-1916年）。エンジンにステンレス鋼が使用された当時の戦闘機の一つ。

ハリー・ブレアリーが発明したステンレス鋼は、ファース社によって1914年より販売され始めた。ファース社は "Stainless Steel"という名称の商標登録も行い、ステンレス鋼を売り出した。ただし、そのステンレス鋼の発明にブレアリーの存在が無かったかのようにファース社がステンレス鋼を売り出したため、ブレアリーとファース社の間で争いが起こり、ブレアリーは最終的にブラウン・ファース研究所を去ることとなった。ファース社は、ステンレス鋼がエンジンの排気弁材料として有用だと考え、"FAS" (Firth's Aeroplane Steel) という名で航空機用鋼材として売り出した。1914年から始まった第一次世界大戦の中で、耐熱性の高いステンレス鋼は航空機エンジンの排気弁用として理想的であると注目される。イギリス製戦闘機のRAF B.E.2、エアコー DH.2、ソッピース キャメルなどで、ステンレス鋼がエンジンに使われた。FASは、1914年には50トン、1915年と1916年には1000トンが生産され、1918年まで生産された。
前述のブレアリーがスチュアートに造ってもらったナイフは、記念すべき初のステンレス製カトラリーであった。それ以降もスチュアートはステンレス鋼によるナイフ試作を続け、3回目の試作以降はFASを使った。スチュアートがステンレス鋼の特性に合わせて製造工程の改善を繰り返したおかげで、ステンレス製ナイフの技術が発展した。ファース社は、自社のステンレス鋼をカトラリ－用としても売り出した。1915年のファース社の広告は、以下のような謳い文句で始まる。
FIRTH'S "STAINLESS" STEEL for CUTLERY, etc. NEITHER RUSTS, STAINS NOR TARNISHES.
（カトラリーその他に適した、ファース社の"ステンレス"鋼。錆びも汚れも変色も無し。）
ただし、1914年初頭の時点でクルップ社がイギリスで特許出願していたため、ファース社は本拠地であるイギリスで特許出願することに慎重だった。その内にステンレス鋼はイギリスで公知のものとなり、ファース社は特許取得の機会を逸した。1915年時点で、イギリスでは、少なくとも7社がステンレス鋼を製造していた。第一次世界大戦明けの1919年からは、ステンレス製カトラリーの定常的な生産がシェフィールドで始まり、ホテルやレストランでステンレス製の食器類が現れ始めた。

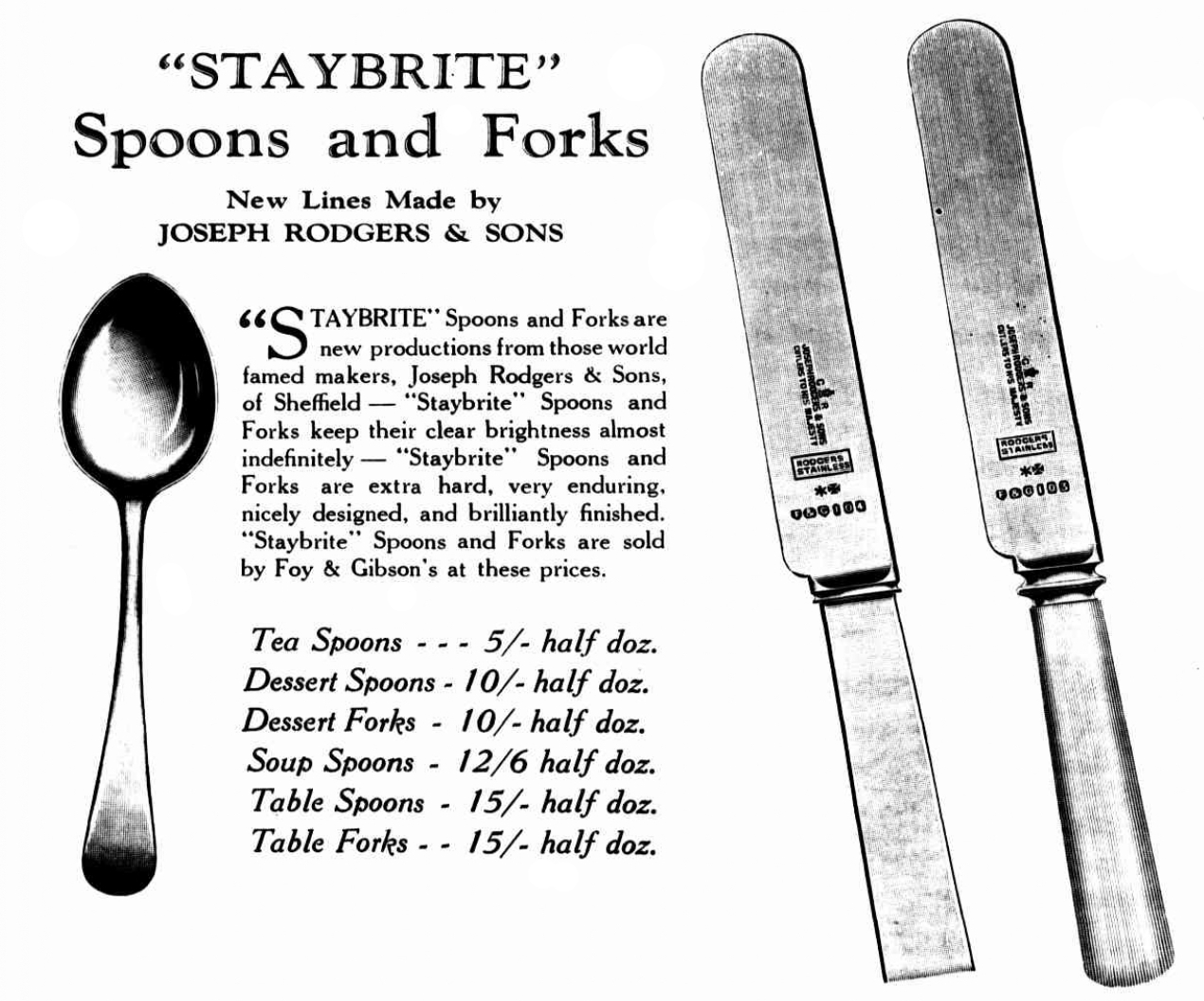
STAYBRITE製カトラリーの広告（1929年）

1923年、ファース・ブレアリー・ステンレス・シンジケート（後述）はクルップ社とライセンス交換を行い、クルップ社のオーステナイト系ステンレス鋼をイギリスで生産できるようになった。これによって、ファース社のブラウン・ファース研究所でオーステナイト系の研究調査が行われるようになった。ブラウン・ファース研究所では、ブレアリーが去った後、ウィリアム・ハーバート・ハットフィールドが所長に就任していた。ハットフィールドはマウラーの研究成果を再検討して、クロム 18 %、ニッケル 8 % の組み合わせが最も経済的にオーステナイト組織を実現できることを見出した。この組成の鋼種は、ファース社から "STAYBRITE" という名称で1925年ごろから売り出された。低炭素化が進んだフェロクロムを利用し、炭素量は 0.2 % 以下であった。この鋼種は人気を博し、今日に至るまでに、クロム 18 %、ニッケル 8 % の「18-8ステンレス鋼」が定着した。18-8ステンレス鋼は、現在のステンレス鋼の中でもおそらく最も利用されている鋼種でもある。
ファース社から販売されたSTAYBRITEは、1926年に、インペリアル・ケミカル・インダストリーズが建設したイギリス・ビリンガムのアンモニア合成工場で装置用として採用された。これ以降、18-8ステンレス鋼は化学工場に欠かせないものとなっていった。一方、18-8ステンレス鋼には、冷間成型加工すると著しい加工硬化が起こる特徴がある。これは、成形を行う上ではデメリットとなる。当時、18-8ステンレス鋼を使ったスプーンやフォークの製造時には、加工硬化のために、製造過程で何度も中間焼なましを実施しなければならない手間があったという。このため、ハットフィールドが加工硬化が少ない組成を調査して、1927年にクロム 12 %・ニッケル 12 % の鋼種が開発された。ニッケル量を増やすことで加工硬化を小さくすることができ、基本組成12-12は後にEn58Dとしてイギリスで規格化された。

### ドイツ
クルップ社のステンレス鋼V1MとV2Aは、1914年にスウェーデンのマルメで開かれた博覧会で披露された。V1Mは高い弾性限界を持ち、腐食環境下の機械部品などに向いていること、V2Aは湿潤空気中でも錆びが全く起きない耐食性を持ち 硝酸カリウムやアンモニアを扱う化学産業などに向いていることが宣伝された。シュトラウスの報告によれば、ステンレス鋼の反響は大きく、ヨーロッパ各国および米国からの引き合いが多数あったという。しかし、第一次世界大戦が始まると、ドイツの軍事利用のためにV1MとV2Aの存在は極秘にされるようになった。V1Mは、ファース社のFASと同じく軍用航空機のエンジンバルブ、大砲の閉鎖機といった耐熱機械部品に採用された。V2Aは、火薬の原料となる硝酸の製造プラントに採用された。当時はハーバー・ボッシュ法がドイツで発明され、埋蔵資源に頼らない硝酸の製造が工業化された時期で、この工業化確立にV2Aが早速役立てられることとなった。ハーバー・ボッシュ法を実用化させたBASF社はクルップ社と提携し、1915年までに74トンのV2AがBASF社により購入された。1922年には、クルップ社は、Nichtrostender Stahl の頭字語である"NIROSTA"（ナイロスタ）という名で自分たちのステンレス鋼の商標を取り、ブランド名とした。1924年には、"V2A" という名も耐酸用鋼として商標登録された。
クルップ社（シュトラウスとマウラー）によって発明されたV2Aは、クルップ社自身によって改良型が精力的に生み出された。1922年、耐食性向上を目的とした2つの改良鋼種がクルップ社より特許出願された。1つは銅を添加した鋼種で、組成はクロム 18–24 %・ニッケル 7–20 %・炭素 0.1–0.4 %・銅 2–6 % で、"V6A" と名付けられた。もう1つはモリブデンを添加した鋼種で、組成はクロム 18–30 %・ニッケル 4–20 %・炭素 0.1–0.4 %・モリブデン 2–4 % で、"V4A" と名付けられた。V6Aは高温高圧の亜硫酸に対する用途を、V4Aは塩化アンモニウムに対する用途を狙ったものだった。現在でも、対硫酸性の向上にはモリブデンと銅の添加が有効であることが知られている。特にV4Aは、硫酸に対する優れた防食性が明らかになるにつれ、化学産業用材料として重宝されるようになっていった。さらに1936年、クルップ社は他社に続いて銅とモリブデンを共に添加した鋼種を特許出願した。"V16A"と名付けられたこの鋼種は、さらに広い範囲の濃度・温度の硫酸に対応でき、やはり化学産業用材料として重宝された。

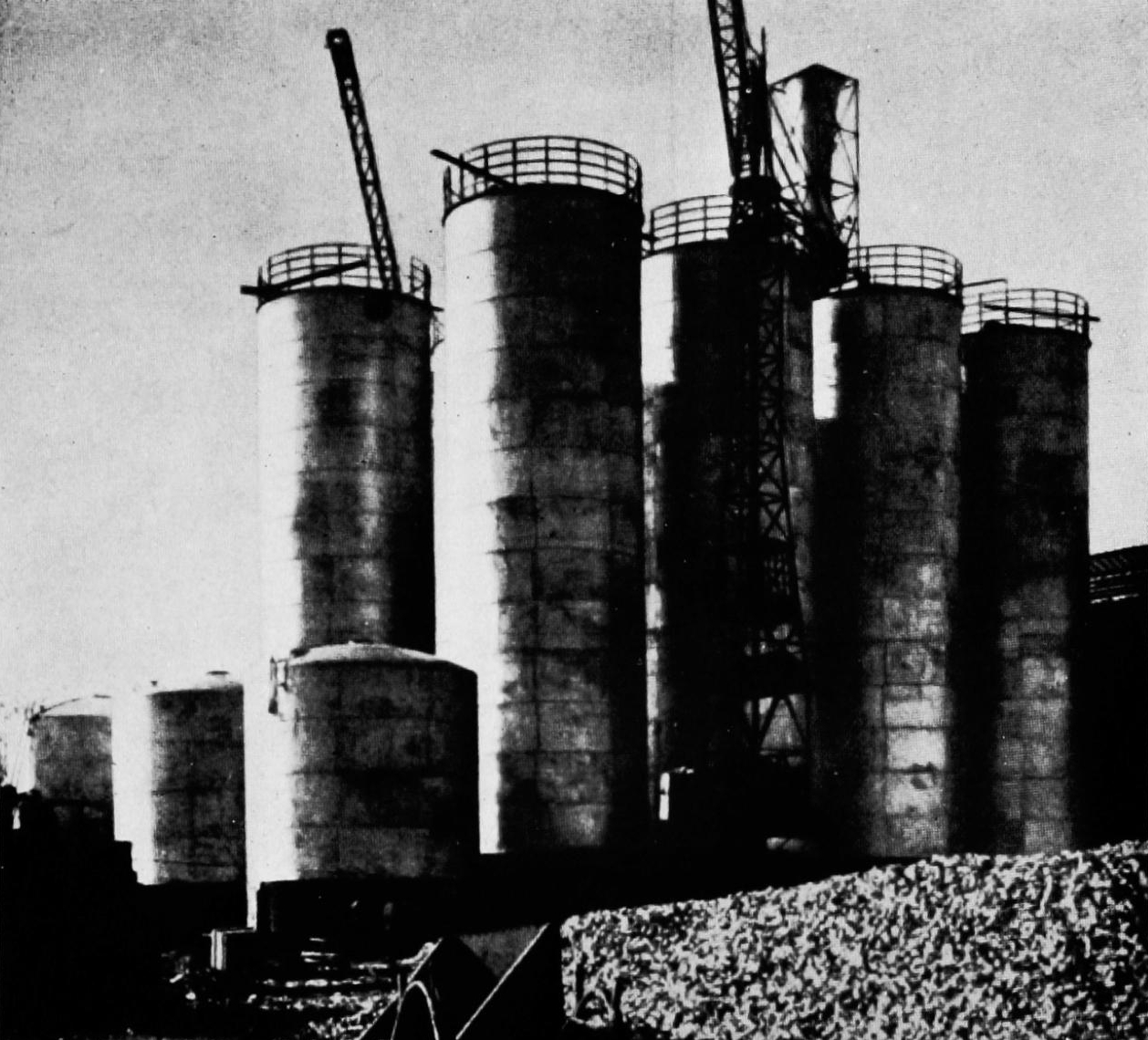
ベルリンの吸収塔、V2Aを溶接組立して製造（1937年以前撮影）

V2Aは当初は主に硝酸プラントで利用されていたが、V2Aを溶接した箇所で著しい腐食がしばしば起き、解決すべき問題となった。この事象は現在ではウェルドディケイ (weld decay) と呼ばれ、粒界腐食の一種である。クルップ社および英米各社によってウェルドディケイの原因究明が進められた。クルップ社の調査の結果、溶接熱影響部でCr23C6のクロム炭化物が析出し、選択腐食することが明らかとなった。この現象は基地中の炭素が原因であるため、対策には低炭素化が有効である。この知見にもとづき、1928年、クルップ社はクロム 18–25 %、ニッケル 7–12 %および炭素 0.07 %未満の鋼種を特許出願した。あるいは、クロムよりも炭素と結合しやすいチタンやニオブを添加して、基地中の炭素をチタン炭化物やニオブ炭化物などの形で安定させることが、この現象には有効である。この知見にもとづき、クルップ社のP.シャフマイスターとE.フードルモントは、チタンまたはバナジウムを添加する鋼種、およびニオブとタンタルを添加する鋼種を発明した。1929年に前者を含む特許が、1930年に後者を含む特許が出願された。1929年のチタン添加型は現在のステンレス鋼種321系に相当し、1930年のニオブ添加型は現在の347系に相当する。
以上のようなクルップ社の一連の研究成果によって、今日でも通用する高耐食型ステンレス鋼の基礎がほぼ確立された。さらに、クルップ社のA.フライは、1926年に耐熱性・耐食性を改善したクロム 15–25 %・ニッケル 15–25 % の鋼種を発明した。この鋼種は現在の310系に相当する。

### 米国

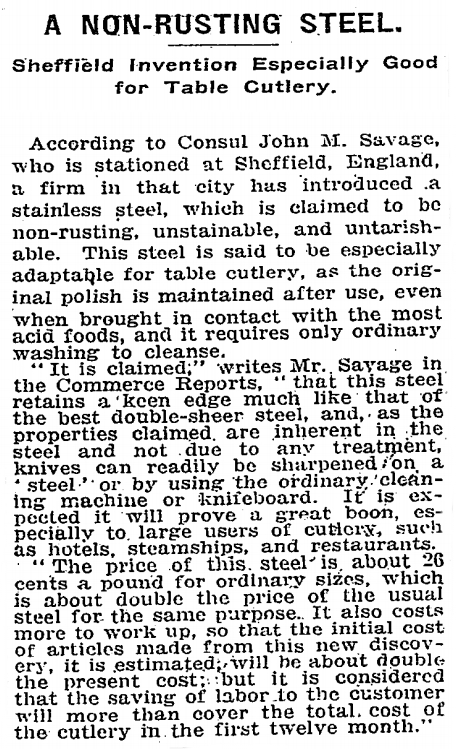
イギリスでのステンレス鋼発明について伝えた、1915年1月31日付ニューヨークタイムズ記事

1915年1月、ニューヨークタイムズが、錆びない鋼すなわちステンレス鋼がイギリスのシェフィールドで発明されたと米国で報じた。この記事が伝えたところによると、当時のステンレス鋼の値段は1ポンド当たりで約26セントで、通常の鋼のおよそ2倍の値段であったという。また、ステンレス鋼の加工費は通常の鋼よりも高くなることを伝えている。イギリスのファース社は、米国のマッキーズポートに子会社のファース・スターリング・スチール・カンパニー（以下、ファーススターリング社）を構えていた。1915年3月より、ファーススターリング社は米国のナイフ製造業者へステンレス鋼の製造販売を開始した。
しかし、仲違いしてファース社を離れたブレアリーが米国で1916年に自分のステンレス鋼の特許を取ると、米国での自分たちのステンレス鋼販売が阻害される心配がファース社に降りかかった。一方のブレアリーも、特許取得協力者が高齢になり、特許権に関するトラブルが起こることを心配するようになっていた。ブレアリーまたはファース社のどちらから提案されたのかは文献によって記述が異なるが、特許権をブレアリーとファース社の間で譲渡・購入する話が持ち上がった。交渉の末、ブレアリーの特許権の半分をファース社が購入すること、ファース社の米国でのステンレス鋼販売の利益はブレアリーにも共有されることが決まった。さらに、1916年末に、ブレアリーとファース社でファース・ブレアリー・ステンレス・シンジケートという名の組合を結成し、それぞれが持つ特許のライセンス事業を専門に行わせることにした。ファース・ブレアリー・ステンレス・シンジケートは、1917年に、最初の仕事としてアメリカン・ステンレス・スチール・カンパニー（以下、アメリカンステンレススチール）という特許権保有会社を米国のピッツバーグに設立した。
前述のように、米国ではエルウッド・ヘインズがブレアリーと同種のステンレス鋼を独自に発明しており、この発明は一回却下された後の1915年に特許出願され、1919年に特許登録された。ヘインズの特許出願は、ブレアリーの米国特許出願よりもわずかに早かったため、査定不服を申し立てた。この係争は、最終的にアメリカンステンレススチールがヘインズの特許を取得して利益を共有することで決着し、1920年代頭には消滅した。アメリカンステンレススチールは、シンジケートとヘインズがアメリカンステンレススチールの主要所有権を持ち、他の米国製鋼会社ともロイヤリティを共有する形となった。さらに後年に他社のステンレス鋼特許を買い取り、1934年には、米国のステンレス鋼生産の大半がアメリカンステンレススチール保有特許のステンレス鋼となるまでに成長した。1934年時点で、アメリカンステンレススチール保有特許のステンレス鋼を造る米国製鋼会社は22社に上る。
1916年、米国のミッドベール・スチールのR.H.パッチとR.ファーネスによって開発された高炭素クロム鋼が米国で特許登録された。組成は炭素 13.5 %、クロム 19.5 % で、工具鋼を用途として、切れ味と耐食性ともに優れるものであった。この鋼種の特許権も、アメリカンステンレススチールによって1919年に買い取られた。後に、この鋼種を元にして現在の高炭素マルテンサイト系の標準鋼種440系が定まることとなる。
一方、クルップ社によって発明されたオーステナイト系ステンレス鋼については、当初は米国ではよく知られず、製造されていなかった。オーステナイト系の技術情報が最初に伝わったのは、1924年に行われたASTM開催のステンレス鋼に関するシンポジウムであったといわれる。このときに、クルップ社のシュトラウスがV1MとV2Aについて講演し、V2Aの優れた耐食性を解説し、これによってオーステナイト系の重要性が米国に伝わったと推測される。特許については、V2Aの特許はクルップ社によって米国で取得されており、ウォーターブリートにある特許保有子会社のクルップ・ナイロスタ・カンパニーが特許管理していた。1927年に米国のいくつかの製鋼会社が18-8ステンレス鋼を製造し、1928年ごろには人気を得始めていた。当時の米国のステンレス鋼総生産量は、1930年の統計によれば、鋳物も含めて約4.7万トンである。18-8ステンレス鋼がその内の約2.8万トンを占めており、18-8ステンレス鋼が市場で高い人気を早くも獲得していたことを示唆している。1934年時点で、クルップ社保有特許の18-8ステンレス鋼を造る米国製鋼会社は14社に上る。ライセンシー各社が造る18-8ステンレス鋼には、"Rezistal"、"Enduro"、"Allegheny Metal"などの独自のブランド名が与えられて売り出された。

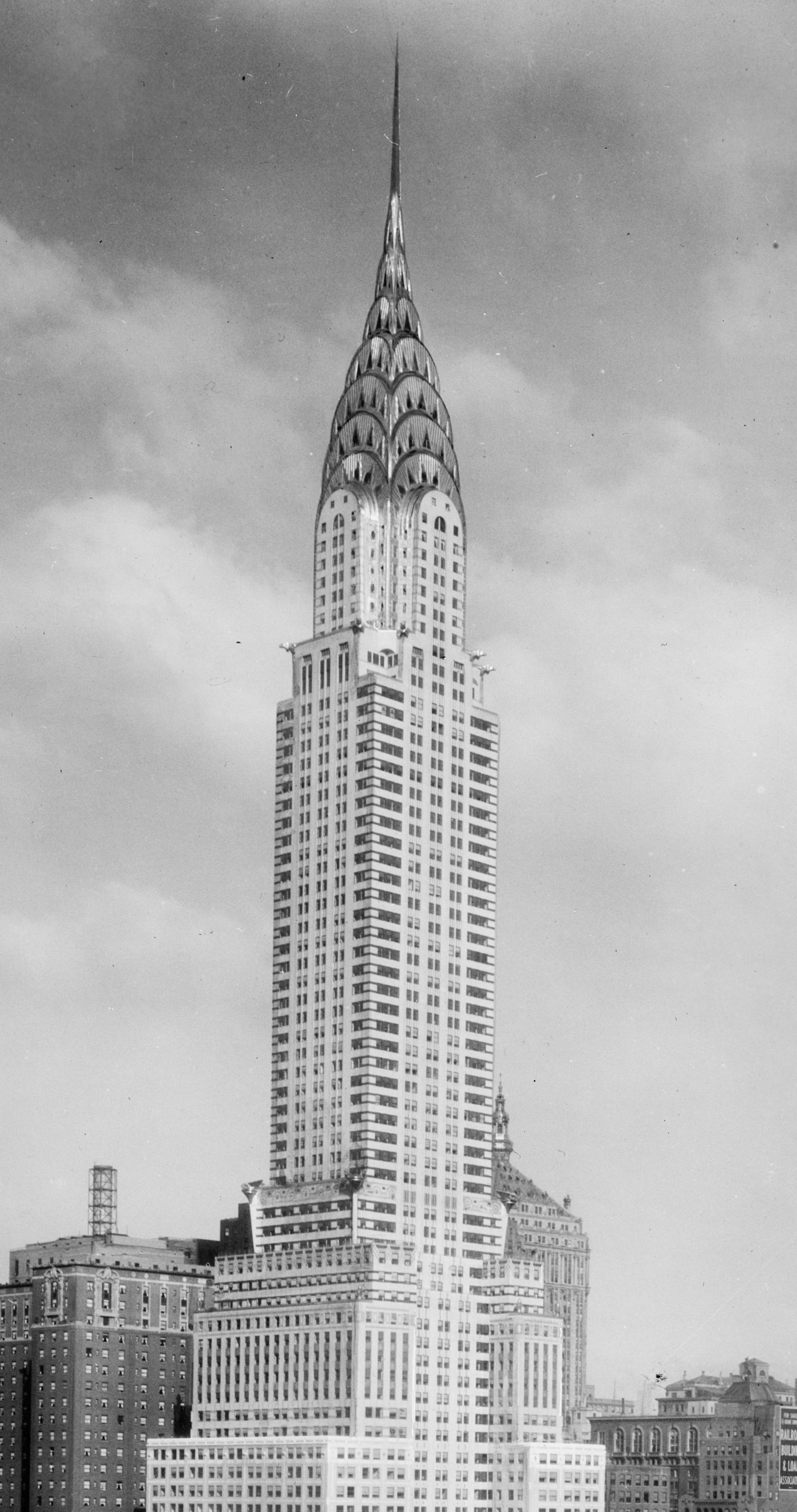
クライスラー・ビルディング（1930年ごろ）

18-8ステンレス鋼を最初に大量使用した建築物が、1930年に建設されたマンハッタンのクライスラー・ビルディングである。建設には約500トンのステンレス鋼が使われた。使われたステンレス鋼はクルップ社特許のもので、米国製鋼会社のクルーシブル・スチール、ラドラム・スチール、リパブリック・スチールが製造を行った。クルーシブル・スチールとリパブリック・スチールが板材を供給し、ラドラム・スチールが棒材・備品類を供給した。一際目立つ最上部尖塔は、4500枚の18-8ステンレス鋼板で覆われた。その他にも、建物正面、装飾枠、格子、コーピングなどにステンレス鋼が用いられた。
クライスラービル建設にあたって、施主のウォルター・クライスラーはビルの外装を金属で装飾したいという考えがあった。クライスラービルの建築家にはウィリアム・バン・アレンが起用され、建設に先立ってアルミや洋白など6種類の耐食性金属が試験された。当時の18-8ステンレス鋼の米国での価格は1ポンド当たり50セントで比較的高価な材料だったが、錆びや汚れの発生がなく、良好な研磨が可能なことなどから、18-8ステンレス鋼が外装材に選ばれた。アレンはステンレス鋼を採用したことの効用について、建設後に以下のように語っている。
The use of permanently bright metal was of greatest aid in the carrying of rising lines and the diminishing circular forms in the roof treatment, so as to accentuate the gradual upward swing until it literally dissolve into the sky.
（ビル最頂部の立ち上がっていく外形線と細くなっていく円形構造において、文字通り空に溶けてなくなるまで上に向かって徐々に現れる変化を強調することを、恒久的に輝く金属の使用が最大限に手助けしている。）
クライスラービルは、当時のステンレス鋼の発展を示す最たる好例となった。続く1931年に竣工したエンパイア・ステート・ビルディングでもクルップ社の18-8ステンレス鋼が採用され、建物正面、窓枠などに使われた。使われた量は約300トンで、リパブリック・スチールとアレゲニー・スチールが製造した。クライスラービルとエンパイアステートビルの後、米国ではステンレス鋼を使った建物が流行的に広まっていく。

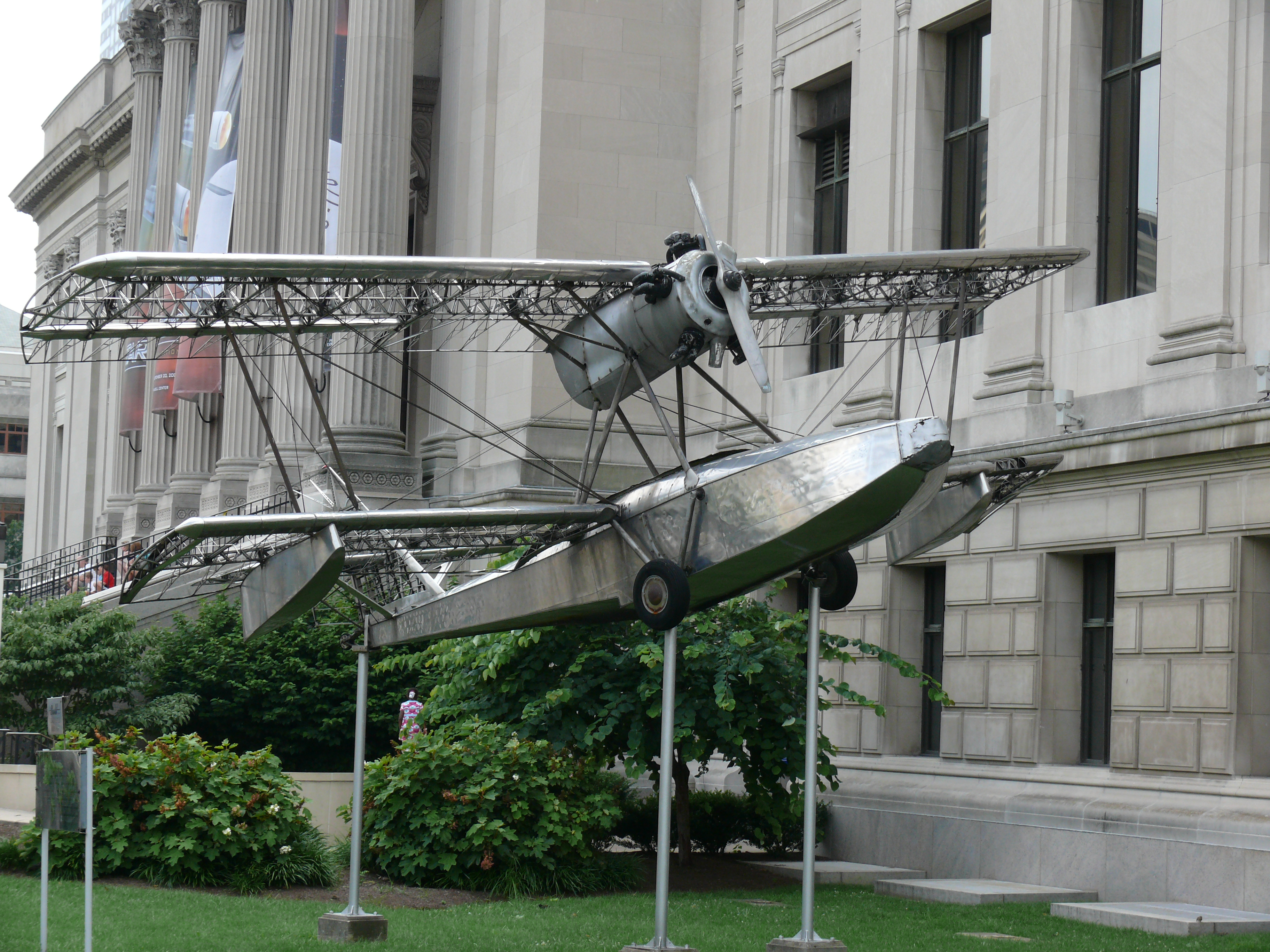
ステンレス鋼構造の飛行機バッド パイオニア、フランクリン科学博物館に展示

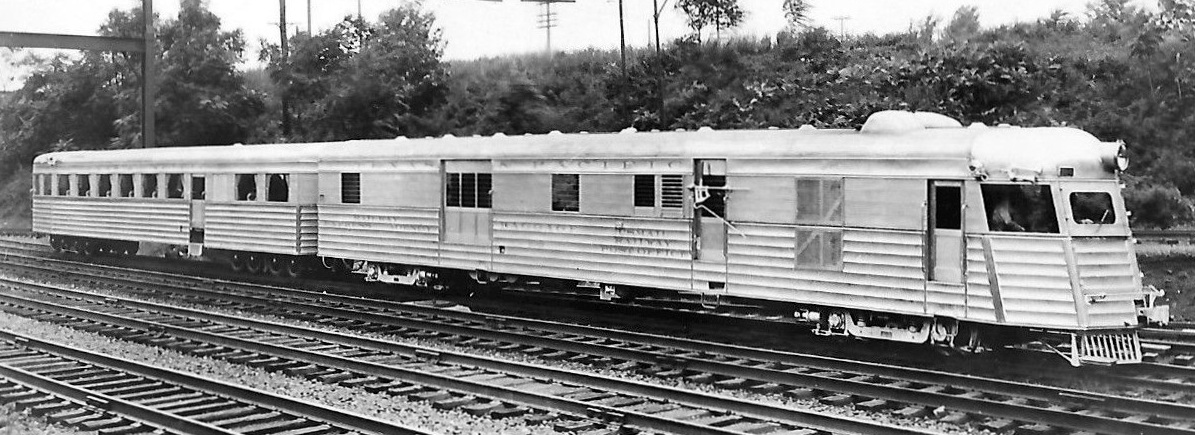
ステンレス鋼車体のバッド・ミシュラン製ゴムタイヤ鉄道車両（1933年）

前述のように、18-8ステンレス鋼には著しい加工硬化が起こり、冷間成型加工するにおいては厄介な面があった。一方、米国では、この加工硬化を利用し、オーステナイト系ステンレス鋼の冷間圧延板を構造用部材として活用する発想が生まれた。その代表例が、フィラデルフィアのバッド (車両メーカー)（以下、バッド社）が造ったステンレス鋼製の鉄道車両である。自動車の車体用鋼板などを製造していたバッド社は18-8ステンレス鋼の可能性に目を付けた。18-8ステンレス鋼は加工硬化しても充分な延性を持つので、冷間圧延することによって高強度部材を作り出し、薄板軽量構造を実現するアイデアが持ち出された。この鋼種には溶接するとその近辺で耐食性が落ちる欠点があったが、バッド社は数多くの溶接条件を試験して最適な抵抗スポット溶接の方法を確立した。1931年には、構造部材と外板を18-8ステンレス鋼冷間圧延材で構成した飛行機を試作、飛行を成功させた。"Pioneer"（パイオニア）と名付けられたこの飛行機は、世界初のステンレス鋼製飛行機であった。1931年には、フランスのタイヤメーカー・ミシュランより、ミシュラン社が当時設計していたゴムタイヤ走行鉄道車両のミシュリーヌの車体に、バッド社のステンレス鋼製を適用するという打診がバッド社へ舞い込んだ。製造されたバッド・ミシュラン製ゴムタイヤ鉄道車両は最終的な商業的成功を得ることはできなかったが、世界初のステンレス鋼製ゴムタイヤ鉄道車両であった。使用されたステンレス板材は、アレゲニー・スチールから供給された。冷間圧延で強度が高められ、引張り強さは約 1030 MPa、降伏点は約 760 MPa であったという。

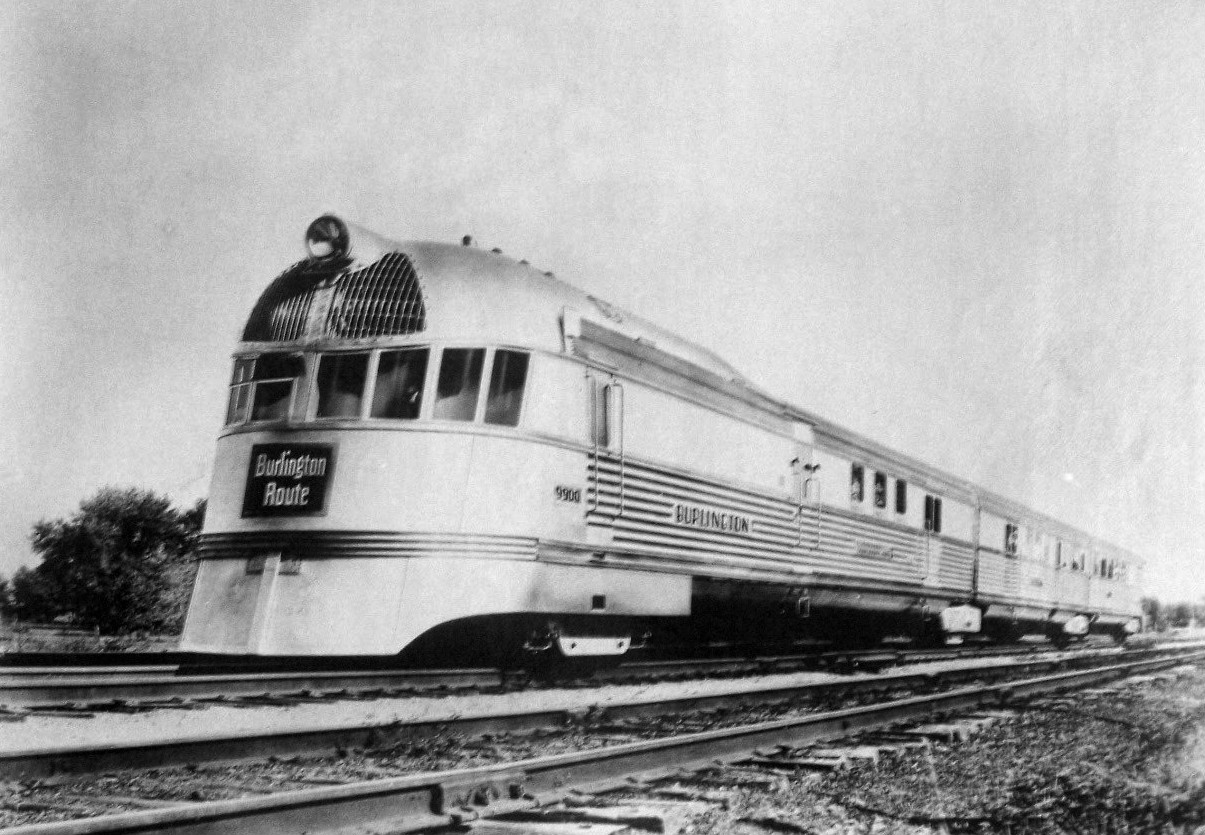
ステンレス鋼車体の鉄道車両パイオニア・ゼファー（1935年）

さらに、ステンレス鋼製の魅力的な新型鉄道車両を求めていたシカゴ・バーリントン・アンド・クインシー鉄道と、バッド社は1933年に契約し、世界初の鉄輪のステンレス製鉄道車両を生み出す。パイオニア・ゼファーと名付けられた車両は、ステンレス鋼製車体の他にもディーゼルエンジンを初の動力とするなど、当時としては革新的な鉄道車両だった。1934年、デンバー・シカゴ間にパイオニア・ゼファーが投入され、最初の運転が行われた。1935年には、メイン・セントラル鉄道とボストン・アンド・メイン鉄道向けに、パイオニア・ゼファーの姉妹機であるフライング・ヤンキーが製造された。使用された鋼板は、現在の302系あるいは301系に相当する材料であった。ゼファーの成功後は、より加工硬化の程度が強いクロム 17 %・ニッケル 7 % の301系を車両の主材料とした。バッド社のステンレス車両の技術は、後に日本、ブラジル、ポルトガル、オーストラリアなどの世界各国へのライセンスを通じて移転され、特許権満了後は世界中でステンレス車両が造られるようになる。

### その他の国
欧州で発明されたステンレス鋼は世界各国へ伝わった。日本へは、文献を通じて、1915年ごろにステンレス鋼の情報が伝わったとされる。ステンレス鋼に日本で最初に注目したのは海軍であった。横須賀の工廠でステンレス鋼製の排出弁の試作が行われた。1916年の学術論文誌『鐵と鋼』11号の「雑録」にて、次のような速報が掲載された。
不錆鋼鐵發明 英國にては装甲自動車創造以來の新發明として永久不錆性の鋼鐵發明せられ旣に火砲閉鎖機の一部に應用せられつゝあり製造額の增すと共に遠からす市場に現はるへく現在の時價一封度五十圓なり。
（不錆鋼鉄発明 英国にては、装甲自動車創造以来の新発明として永久不錆性の鋼鉄発明され、既に火砲閉鎖機の一部に応用されつつあり。製造額の増すと共に遠からず市場に現るべく、現在の時価1ポンド50円なり。）

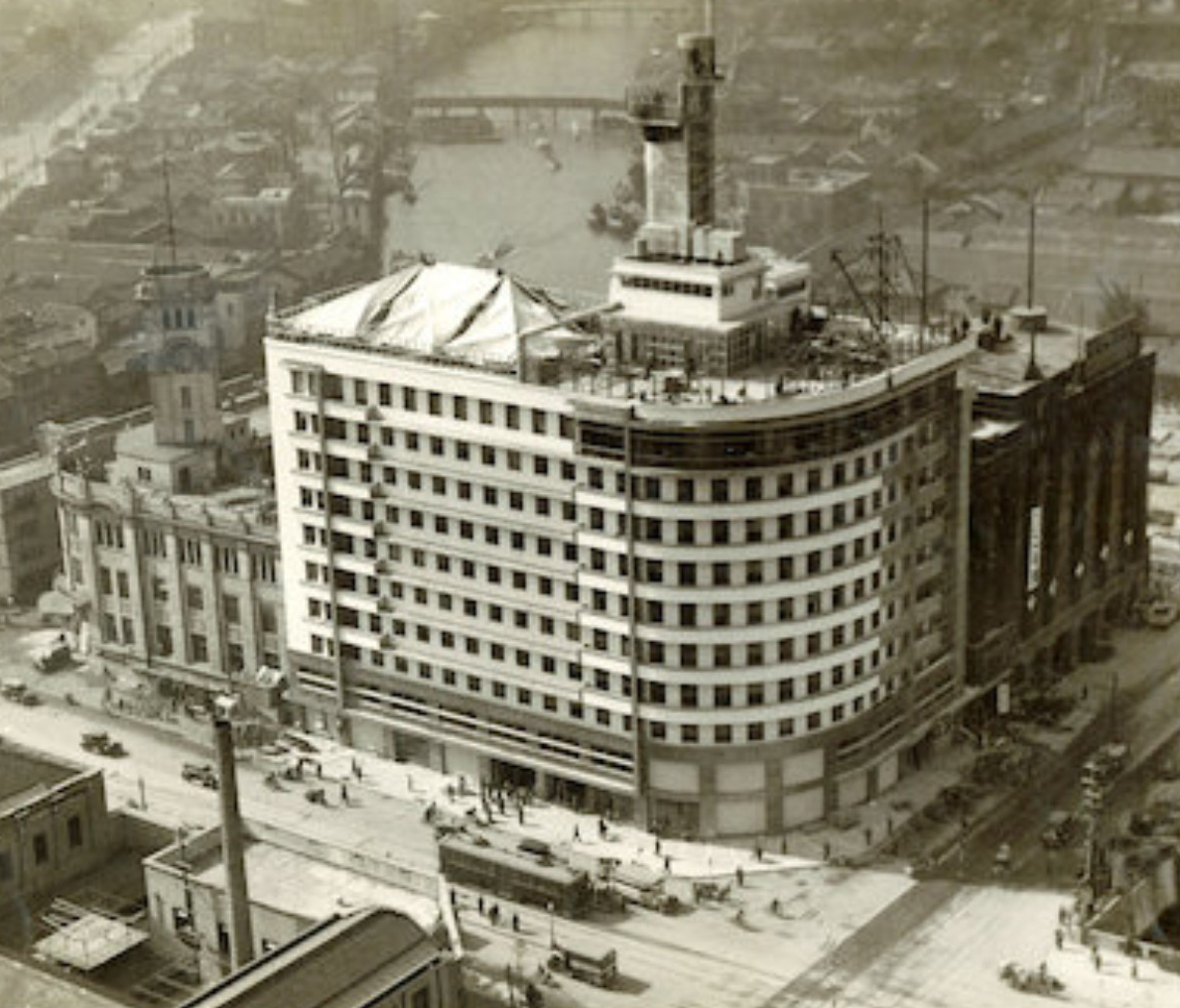
竣工後の大阪朝日ビルの外観（1931年）。1階から3階にかけての外壁腰板にステンレス鋼板が使用された。

1916年、呉の海軍工廠の製鋼部で、潜水艦の部品用としてクロム 13 % のステンレス鋼が試作された。1918年からは、エルー式アーク炉を用いて本格的な生産が始まり、艦載砲の回転盤やタービン翼などに用いられた。官営だった八幡製鉄所および海軍指定工場であった日本特殊鋼でも13%クロムステンレス鋼が試作され、1926年末ごろには13%クロムステンレス鋼の生産は日本国内で賄うことができるようになった。18-8ステンレス鋼については、1928年ごろからクルップ社よりV2Aの輸入を開始した。当初は輸入に頼っていた18-8ステンレス鋼も1927年ごろには八幡製鉄所で製造されるなど、徐々に日本国内で実用化されるようになった。このころのステンレス鋼民間利用で特に著名なのが、1931年に竣工された大阪朝日ビルで、厚さ 3 mm 幅 1 m のステンレス鋼板が1階から3階にかけての外装材に使用された。他の新機軸も備えたこの建物は、竣工当時には「日本で最もセンセーショナルな建物」と言われた。
スイスでは、スイス軍へナイフ納入を行っていたカール・エルズナーが、1921年に自社でのステンレス鋼製ナイフ製造を開始した。それと同時に、エルズナーは母の名 Victoria（ビクトリア）とフランス語 inoxydable の省略でステンレスを意味する inox（イノックス）を合わせ、自社名をVictorinox（ビクトリノックス）へと改名した。

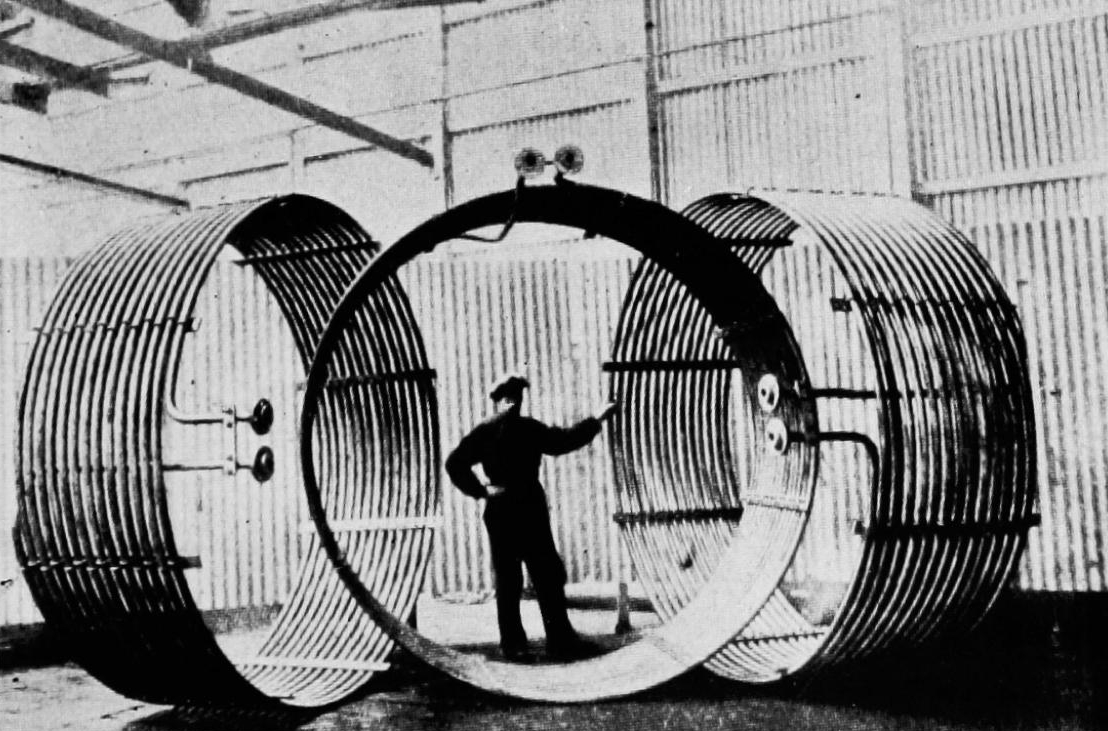
サンドビック社製の化学産業用ステンレスコイル管（1937年以前撮影）

スウェーデンでは、クルップ社のV1MとV2Aが披露された1914年のマルメの博覧会が、ステンレス鋼への興味関心を生んだ。アーヴェスタ社のオーナーがステンレス鋼発明の重要性を認識すると、ステンレス鋼研究に投資し、イギリスからライセンスを購入した。1924年、アーヴェスタ社はスウェーデンで初めてのクロム系ステンレス鋼生産を開始した。さらに同年に、サンドビック社によってステンレス鋼のシームレス管が初めて製造された。これは化学産業での需要を狙ったものだった。

## 残る2つの基本鋼種の発明（1920年代–1940年代）
現在のステンレス鋼は、前述のオーステナイト系、マルテンサイト系、フェライト系にもう2種類を加えた、5つの種類で大別されている。残る2種類がオーステナイト・フェライト系ステンレス鋼（二相ステンレス鋼）と析出硬化系ステンレス鋼で、オーステナイト・フェライト系が金属組織をおよそ半分半分の割合のオーステナイト相とフェライト相で形成させた鋼種、析出硬化系が銅やニオブなどの合金元素を添加して析出硬化を起こさせた鋼種である。オーステナイト・フェライト系と析出硬化系は、先の3つの鋼種から遅れること20年から30年後に実用化された。

### オーステナイト・フェライト系の工業的発明
1927年、米国のユニオンカーバイドのE.C.ベインとW.E.グリフィスが、オーステナイトとフェライトが併存する組成範囲を示した鉄・クロム・ニッケル三元系状態図を初めて報告した。この報告によると、クロム量 23 % から 30 %、かつニッケル量 1.2 % から 9.7 % でオーステナイト・フェライト二相が現れるということであった。しかし、彼らの報告では、その材料特性に触れることはなかった。
1929年または1930年、スウェーデンで二相ステンレス鋼の鋳造品が製造された。実用化したのはアーヴェスタ社で、炭素量が多かったオーステナイト系ステンレス鋼で起きていた粒界腐食への対策として開発された。これがオーステナイト・フェライト系の最初の製造と考えられている。造られた鋼種は2種類で、"453E"と"453S"と名付けられた。453Eの組成はクロム 20 %、ニッケル 5 % で、耐熱用として販売された。453Sの組成は、453Eの組成にモリブデン 1 % が加わったもので耐食用として販売された。特に453Sが広く利用されたという。
また一方、1933年、フランスでジェイコブ・ホルツァー社が二相ステンレス鋼を偶然的に造り出し、その鋼種の対粒界腐食性が高いことを発見した。モリブデン入りのオーステナイト系を製造する際に、誤ってクロムを多量に添加してしまったことが発見のきっかけであった。クロム 18 %、ニッケル 9 %、モリブデン 2.5 % を目標にしたが、クロム 20 %、ニッケル 8 %、モリブデン 2.5 % から成る鋼種が出来上がった。ジェイコブ・ホルツァー社は1935年にこの鋼種を特許出願し、1936年に特許登録された。
アーヴェスタ社の453Sは、サルファイトパルプのパルプ産業などで使われた。フランスでは、"UR50" という二相ステンレス鋼が売り出され、石油精製、食品産業、パルプ産業、製薬業などで利用された。ただし、当時に発明されたオーステナイト・フェライト系鋼種は良好な特性を持ち、一定の活用はなされたものの、溶接部の熱影響部で靭性と耐食性が低下するという欠点があった。この欠点のため、オーステナイト・フェライト系の利用は当面のあいだ狭い範囲に限られることとなる。

### 析出硬化系の工業的発明
オーステナイト系18-8ステンレス鋼の耐食性を維持したまま強度をさらに高めたいという欲求をもとに、欧米の鉄鋼業各社はそのような課題に取り組んでいた。1930年ごろ、18-8ステンレス鋼をもとにして析出硬化と耐食性の関係が調べられた。1929年、ルクセンブルクのウィリアム・クロールが、チタンを添加して母材に微細なチタン炭化物を析出させて強化した鋼種を作製した。ハロルド・コブは著書で、このクロールの研究を析出硬化系ステンレス鋼の最初の発見として挙げている。1932年には、クルップ社のR.バスムートが18-8ステンレス鋼にボロンを添加したときの析出硬化現象を調査・報告した。それによると、800℃の時効処理でブリネル硬さ450に達する材料が得られたという。また1933年には、イギリスのモンド・ニッケル・カンパニーのL.B.ファイルとD.G.ジョーンズが、オーステナイト系をベースにしてオーステナイト・フェライト二相組織の鋼種を作製し、それを冷間圧延後に低温焼なましすると硬度が上がることを報告した。
その後も析出硬化系に相当する鋼種の研究や特許取得はあったが、析出硬化系を最初に実用化したのは米国のカーネギー・イリノイ・スチールである。カーネギー・イリノイ・スチールが製造したのは、クロム 17 %、ニッケル 7 % のオーステナイト系ステンレス鋼にチタンとアルミを添加した鋼種で、常温でマルテンサイト組織を持つ種類の析出硬化系鋼種であった。約480℃の時効処理で高強度を得ることができ、引張強さは約 1400 MPa が得られた。この鋼種の特許が取得されたのは1945年および1946年だったが、第二次世界大戦中にも米国で非公表に使用されていたという。カーネギー・イリノイ・スチールが開発した鋼種は、カーネギー・イリノイ・スチールの親会社であったUSスチールから "Stainless W" という名で1946年より販売され、最初に実用された析出硬化系の鋼種となった。

## 製造方法の発展（1900年代–1960年代）
ステンレス鋼の製造の基本的で大まかな流れは、原料を溶かし、固め、圧延などで鍛錬し、熱処理し、板や棒などの製品にする、といった工程から成る。この大まかな流れは、一般的な鉄鋼材料の製造と同じである。一方で、クロムなどの合金元素を多量に含むステンレス鋼の製造は、普通鋼の製造とは大きく異なる面もある。ステンレス鋼が工業的に製造され始めてから、品質向上と低価格化が成し遂げられるまでに、以下のような歴史がある。

### 量産黎明期

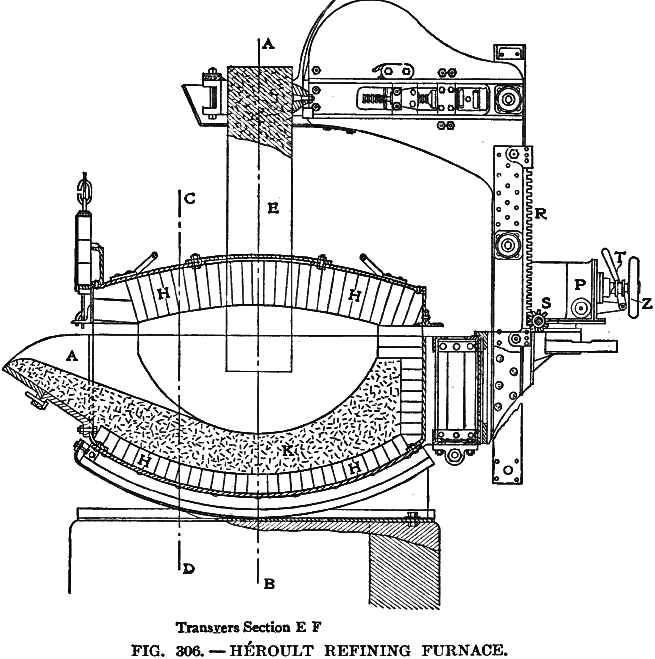
当時の典型的なエルー式アーク炉の図 (Bradley Stoughton. "THE METALLURGY OF IRON AND STEEL". 1908)

ステンレス鋼製造には、まず原料の溶解が必要となる。初期のステンレス鋼溶解では、主にアーク炉が利用された。ステンレス鋼製造には、主成分であるクロムを溶鋼に添加することと、一定以下までの溶鋼中の炭素量を低下させることが必要である。前述のように、1895年にテルミット法の発明によって低炭素のフェロクロムが工業的に生産可能となり、これがステンレス鋼の製造の道を開いたが、テルミット法はコストが高いという欠点があった。これに対して、1907年、米国のナイアガラ研究所に勤めていたフレデリック・ベケットが珪素を用いたクロム鉄鉱石還元法を発明した。ベケットの珪素還元法は、テルミット法よりも格段に低コストで低炭素フェロクロムを製造できた。また、ベケットの珪素還元法の反応過程では発熱量がテルミット法ほど高くないため外部からの入熱が必要だったが、ちょうどこのころにエルー式アーク炉が実用化され、珪素還元法の実用化に好都合であった。当時の米国のステンレス鋼産業の振興も、ベケットの珪素還元法による低炭素フェロクロムがもたらしたともいわれる。
アーク炉の他には、高周波誘導炉によるステンレス鋼製造も行われていた。高周波誘導炉による方法には原理的に低炭素ステンレス鋼を作りやすいという利点はあったが、コストが高くつき、また生産能力も低いという欠点があった。増加する需要に応えるために、低炭素ステンレス鋼についても高周波誘導炉よりもアーク炉が主流となっていった。1934年時点で、米国のステンレス鋼製造はほぼすべてエルー式アーク炉でまかなわれていた。当時の主な製造方法では、まずクロムを含まない溶鋼を作り、そこに低炭素のフェロクロムを投入してステンレス鋼を製造していた。ただし、充分な精錬工程が行われなかった当時のステンレス鋼は、鋼の中にガラスや介在物が多く残り、材質のよいものではなかった。高価な低炭素フェロクロムの費用は問題とされ、低炭素フェロクロム製造を必要としないステンレス鋼製造方法が模索されていた。また、当時の製造方法ではステンレス鋼スクラップを原料としてほとんど利用できない欠点があった。

### 酸素脱炭精錬の確立
高価な低炭素フェロクロムに頼らない製造を達成するために、鉄鉱石を高温の溶鋼に投入して酸化剤として機能させて脱炭させる鉱石法（鉱石脱炭法）がステンレス鋼製造でも用いられるようになってきた。鉱石法を基礎に置いて、米国のアレクサンダー・フィールドが、高温脱炭によってクロム酸化をできるだけ減らした上でフェロシリコンを使ってスラグ中の酸化クロムを還元回収する方法を考案した。この手法は1931年に米国で特許登録され、さらに、この手法と併用してクロマイトれんがを炉床に使う手法が1933年にフィールドによって特許取得された。フィールドの手法は「ラストレス法」と呼ばれ、ステンレス鋼スクラップの活用をやや促したものの、増える一方だったステンレス鋼スクラップを充分に消費できるほどの効果は生まれなかった。鉱石法には、
- 鉱石による脱炭反応が吸熱反応であるため、溶鋼が冷えてスラグが固まりやすく、スラグ量が増えてしまう
- 酸化クロムが含まれるスラグが増えることにより、クロムの歩留まりが悪くなる
- 脱炭反応が遅く、製鋼に時間がかかる

といった短所があった。
普通鋼においては、19世紀にベッセマー法、トーマス法が発明され、転炉を使い、空気を溶銑に吹き込んで外部加熱無しで効率良く脱炭させる製鋼法がすでに確立していた。空気に含まれる窒素は望ましくなかったので、1898年に比較的廉価に純酸素ガスを作り出せるようになると、酸素吹き込みによる製鋼法が開発されるようになった。電気炉に対しては1920年ごろから酸素使用が始まった。1930年代後半に工場に充分な酸素貯蔵設備が設置されるようになると、酸素の本格的な工業的利用が始まり、酸素脱炭法のステンレス鋼への適用が課題となった。

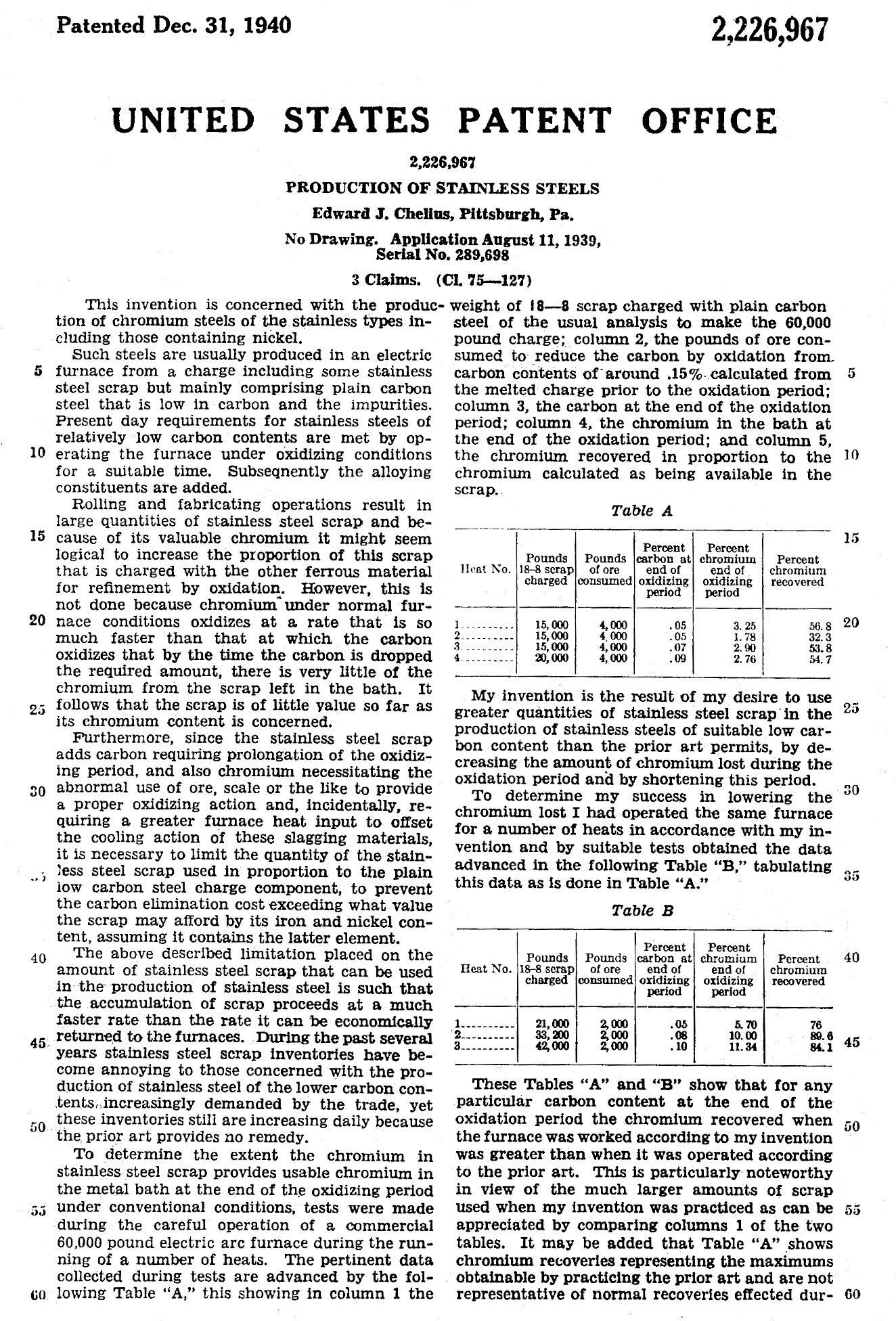
エドワード・セリウスの酸素脱炭法適用特許（1940年, US2226967A）

1940年、エドワード・セリウスが酸素脱炭法をステンレス鋼に適用する特許を取得した。この特許は、加圧した純酸素ガスを溶鋼に吹き込み、発熱反応を起こして高温に上昇させ、炭素を優先的に酸化させるものであった。酸素脱炭法によって、クロムを溶鋼中に多量に残留させつつ脱炭を効率良く行えるようになり、ステンレス鋼スクラップも原料として問題なく使用できるようになった。ステンレス鋼に対する酸素脱炭法利用はすぐに広まりだし、1940年代後半にはステンレス鋼への酸素脱炭法利用の長所は業界で周知の事実となった。
さらに1948年、ユニオンカーバイド社のD.C.ヒルティが、常圧下での酸素精錬法で効率を上げるには充分な高温下で精錬する必要があることを示した。ヒルティは、平衡定数の近似式を提出し、溶鋼中のクロム酸化量と炭素酸化量に対する温度の影響を定量的に明らかにした。これによると、温度を高くするほど脱炭をより促進できる。ヒルティの発表以前は技術者が手探りで酸素精錬を操業している状態だったが、ヒルティの理論によってステンレス鋼製造における酸素精錬の普及が進んだ。ステンレス鋼製造における酸素脱炭法の確立により、ステンレス鋼の低炭素化効率と量産効率は大きく向上した。ステンレス鋼の品質向上と低コスト化が同時に起こり、炭素 0.03 % 以下の極低炭素ステンレス鋼の製造も商業的に可能となった。酸素脱炭法の確立によってステンレス鋼スクラップが大きな障害なく利用可能になったため、それまで蓄積する一方だったステンレス鋼スクラップの利用は一気に進み、1950年には逆にステンレス鋼スクラップの不足が問題として指摘されるほどまでになった。

### VOD法・AOD法の発明
ステンレス鋼製造を大きく進歩させた酸素脱炭法であったが、スラグ中のクロムの還元量に限界があり、さらに極低炭素鋼種の製造でも生産効率が悪かった。一方で、高耐食性化の要求などから、ステンレス鋼における極低炭素鋼種の需要は1950年代に入ると急激に増加していった。また、後述の圧延技術の発達もあり、ステンレス鋼製造工程の中で製鋼工程の能力不足が問題となっていった。このような状況を受けてステンレス鋼生産性向上のための研究開発が活発化し、様々な製鋼方法が提案された。今日では明確になっていることだが、クロム酸化を抑制しつつ効率良く脱炭するには、脱炭反応過程で生じる一酸化炭素ガスの分圧を下げることが非常に効果的である。当時の製鋼方法の模索は、最終的に、この原理にもとづくVOD法 (vacuum oxygen decarburization process, 真空酸素脱炭法) とAOD法 (argon oxygen decarburization process, アルゴン酸素脱炭法) という2つの炉外精錬法に到達した。

現代のVOD法の概略図

VOD法とは、溶鋼を真空減圧下に移して酸素ガスを吹き込み、脱炭時の一酸化炭素ガス分圧を下げることによって効果的に脱炭する方法である。クロム・鉄合金に対して真空を利用して脱炭する方法は、1939年のドイツのアレクサンダー・ヴァッカーの特許まで遡る。この特許の中でヴァッカーは、酸素脱炭法では高炭素フェロクロムを 0.45 % 以下に脱炭することは困難だが、減圧下では外部加熱無しで 0.06 % まで脱炭できることなどを述べており、VOD法の基礎アイデアに到達している。ただし、このアイデアを実際に工業的に活用するには、第二次世界大戦を経た真空処理の工業技術の発展を待つ必要があった。大戦後も真空利用の脱炭法の開発はドイツで進み、ボーフマ・フェアアイン社が鉄鋼材料に対して真空処理による脱炭精錬法を1952年に初めて実用化させた。これによって、原料から溶鋼を作る炉とは別に器を用意し、そこに溶鋼を移して精錬を専ら行わせる炉外精錬という手法も初めて実用化された。その後、西ドイツのエデルシュタールヴェルケ・ヴィッテン社が1957年ごろからステンレス鋼製造を進めてきた。エデルシュタールヴェルケ・ヴィッテン社は、転炉での酸化還元、真空処理による脱炭、真空処理中の鉱石法といった試行錯誤を経て、VOD法の手法へ至った。1967年、エデルシュタールヴェルケ・ヴィッテン社は真空機器メーカーのシュタンダード・デュイスブルク・メソ社と共同開発したVOD法を発表した。

現代のAOD法の概略図

AOD法とは、大気中の溶鋼にアルゴンと酸素の混合ガスを下部から吹き込み、アルゴンガスによる希釈によって脱炭時の一酸化炭素ガス分圧を下げ、効果的に脱炭する方法である。AOD法を発明したのは、米国のユニオンカーバイド社の研究員だったウィリアム・クリフスキーである。クリフスキーは、クロム・炭素・鉄系の熱力学的平衡値が先行研究同士で異なっていることに気づいた。この差異を検証する過程で、酸素の発熱反応を抑えるつもりでアルゴンガスで酸素を希釈して吹き込んだところ、とても低い濃度まで脱炭が達成された。これがAOD法の原理の発見となった。研究所内での追試を経て、AOD法の基本となる特許が1956年に出願された。1960年、ユニオンカーバイド社はより大きな炉を使って実験するためにステンレス鋼メーカーのジョスリン・ステンレス・スチールと提携関係を結び、実用化に向けて歩を進めた。実用化にあたってはアルゴン・酸素混合ガスの吹き込み口の構造に苦心したが、二重管構造を採用することで最終的に解決した。1968年、ジョスリン・ステンレス・スチールにてAOD法による商用生産が開始され、AOD法が実用化された。
実用化されたVOD法とAOD法は、炉外精錬という新たな工程の追加への抵抗や効果への疑問などを最初は持たれたが、数年内に他メーカーから採用され、世界的に広まっていく。VOD法とAOD法の登場により、ステンレス鋼の生産能力・品質は大きく向上し、ステンレス鋼の製造コストは一般の人々の身近でも利用可能な水準となった。

### 連続鋳造の開始

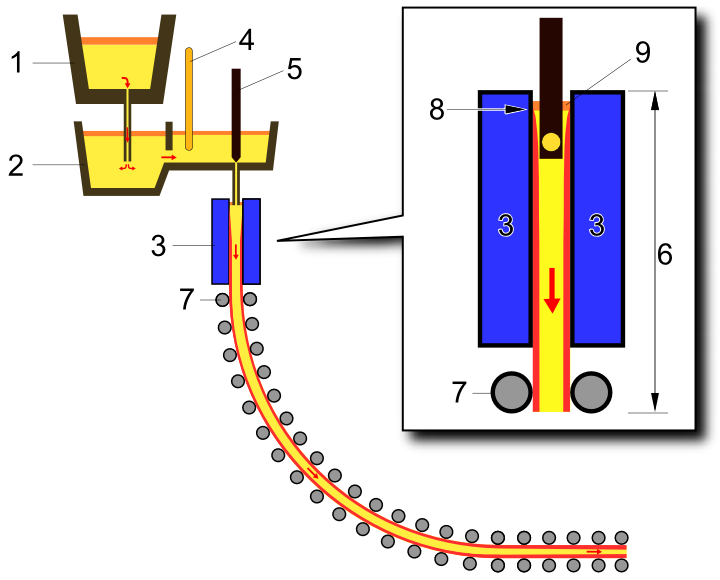
連続鋳造の概略図。溶鋼は取鍋(1)からタンディッシュ(2)へ一旦移され、鋳型(3)に流し込まれ、冷却されながらローラー(7)で引き抜かれる。

溶解・精錬が終わった溶鋼は、最終製品に応じた形の半製品と呼ばれる塊へと冷やし固められる。現在の製造工程では、ほとんどのステンレス鋼は、溶鋼から直接・連続的に凝固させる連続鋳造で造られている。連続鋳造法実用化以前、ステンレス鋼の製造が小規模だったころは、割り型の器に溶鋼を注入してインゴットという塊をつくる方法が一般的であった。1960年代以前までは、インゴットを再加熱し、圧延機やプレスで成形して半製品にしていた。しかし、当時のステンレス鋼の溶鋼工程が進化を遂げたこともあって、造塊工程にも合理化・省力化が望まれていた。
連続鋳造法のアイデアは既に19世紀に発案され、非鉄金属での実用化は進んでいたが、鉄鋼材料に対する適用は進んでいなかった
。近代的な連続鋳造法の基礎を確立したドイツのジークフリート・ユンハンスが、1947年ごろから鉄鋼材料に対しても実用化が試みている。その後鉄鋼材料でも連続鋳造が実用化され始めるが、鉄鋼材料の中でもステンレス鋼への連続鋳造法適用は早かった。ステンレス鋼分野での連続鋳造は普通鋼分野よりも先に普及し、「連続鋳造の工業化はむしろステンレス鋼に始まる」ともいわれる。ステンレス鋼用の初の大掛かりな連続鋳造機は、カナダのアトラス・スチールによって導入された。1954年、アトラス・スチールがスラブ用の垂直型連続鋳造機を初めてステンレス鋼用に工業化した。その後1955年、日本の住友金属工業がビレット・ブルーム用の連続鋳造機を運転開始し、ステンレス鋼を製造した。これは、日本初の連続鋳造機運転開始であり、日本初の連続鋳造によるステンレス鋼製造でもあった。その後もステンレス鋼の連続鋳造の普及は日本が先行し、続いて北米、ヨーロッパ、発展途上国の順で普及していった。
ステンレス鋼で連続鋳造の普及が普通鋼分野よりも先行した理由としては、
- ステンレス鋼の主な生産鋼種であった18-8ステンレス鋼は凝固過程で変態を起こさないため、冷却時に割れが起こりにくく扱いやすかった
- ステンレス鋼は高価な材料だったため、連続鋳造による歩留まり向上の効果が相対的に大きかった
- 当時は連続鋳造は少量生産用設備という位置付けで、これが当時のステンレス鋼の生産規模と合致していた

といったことが挙げられる。連続鋳造の登場によってステンレス鋼の生産性は向上し、さらに材料中の成分の偏りが少ない品質の良いステンレス鋼を造ることができるようになった。

### 圧延技術の発達

圧延機のロール配置の概念図（A: 2段, B: 3段, C: 4段, D: 6段, E: 12段, F: 20段）。最も詰まった場所に位置するのがワークロールで、それを支えるように位置するのがバックアップロール。

固められて半製品となったステンレス鋼は、通常の板材であれば、その後に熱間圧延、冷間圧延が行われ、最終的な厚みの形状となる。ステンレス鋼、特にオーステナイト系ステンレス鋼は加工硬化が大きく、このような材料をいかにして効率よく冷間圧延するかがステンレス鋼製造上の要点の一つである。硬い材料を冷間圧延にするには圧延機のバックアップロールを大きくすることが有効だが、一方でそうすると圧延機が巨大化するデメリットがある。普通鋼、銅、アルミといった金属材料の冷間圧延については、1920年以降に4段圧延機が普及して役割を果たしていた。ステンレス鋼の冷間圧延については、4段圧延機のまま応用するとバックアップロールを大きくせざるをえないので、バックアップロールを4本にして省スペースにした6段圧延機を使用していた。しかし、ワークロールの径の縮小に限界があったため、圧延圧力を充分に上げることができなかった。

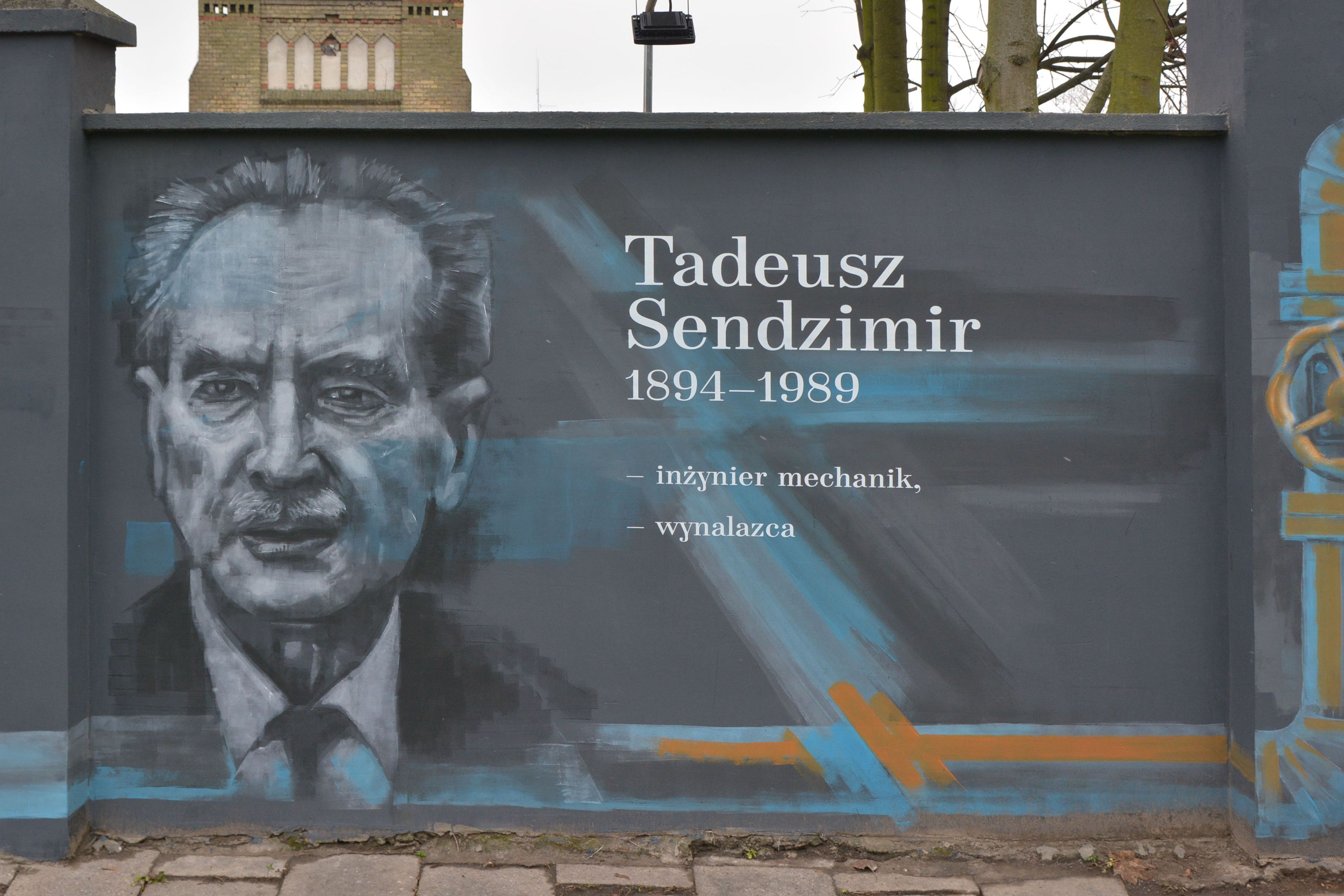
ポーランド・シュチェチンにあるタデウシュ・ゼンジミアの肖像壁

6段圧延機の問題を解決するために、ドイツのヘレウス社のW・ローンが12段または20段の圧延機を発明し、1930年に特許を取得した。この圧延機の考え方をさらに発展させて、ポーランドのタデウシュ・ゼンジミアが一体構造のハウジングを採用した軽量高剛性の20段圧延機を発明した。この圧延機は今日ではゼンジミアミルと呼ばれ、冷間圧延鋼板を中心にステンレス鋼製造をめざましく発展させることになる。1948年に、米国のワシントン・スティールがゼンジミアミル ZR 23-37 を導入し、ゼンジミアミルの生産性の高さが実証された。その後、ゼンジミアミルは1953年にイギリスと日本へも導入され、1950年代後半から1960年代にかけてカナダと他のヨーロッパ諸国へ導入された。
ゼンジミアミルの導入はステンレス鋼冷間圧延薄板の生産を一変させ、生産効率を革新的に向上させた。ゼンジミアミルの性能は、中間焼なましされていない厚さ 3.2 mm の18-8ステンレス鋼を一回の圧延で厚さ 0.4-0.3 mm まで落とせるほどだった。それまでのステンレス鋼薄板では、板材を何度も圧延機に通して薄板にしていたこともあったが、ゼンジミアミル導入後は、連続した帯のまま薄板を作り、後から所望の長さに切り分けることができるようになった。ゼンジミアミルの実用化は高価で貴重な材料だったステンレス鋼薄板を手ごろなものにし、耐久消費財の分野でもステンレス鋼薄板の本格的な利用が始まった。

## 大戦後の成長（1940年代–現代）

### 生産量の推移
1950年から1990年までの西側世界での統計によると、1950年時点の西側世界ステンレス鋼生産量合計は粗鋼ベースで約100万トンに達していた。その後も生産量は堅調に伸び続け、1988年に西側世界のみで1000万トンを超えた。昔の東側世界の統計は明らかではないが、ソ連が市場経済への転換を始めた1988年までは、西側世界と同じように東側世界のステンレス鋼生産量も増加傾向にあったとみられる。1982年から1990年までの東側世界生産量の報告値によると、東側世界総計はピークの1986年で約200万トン、1990年は約160万トンであった。ステンレス鋼生産量は1990年以降も増産傾向が続き、2018年には全世界で5000万トンに達した。

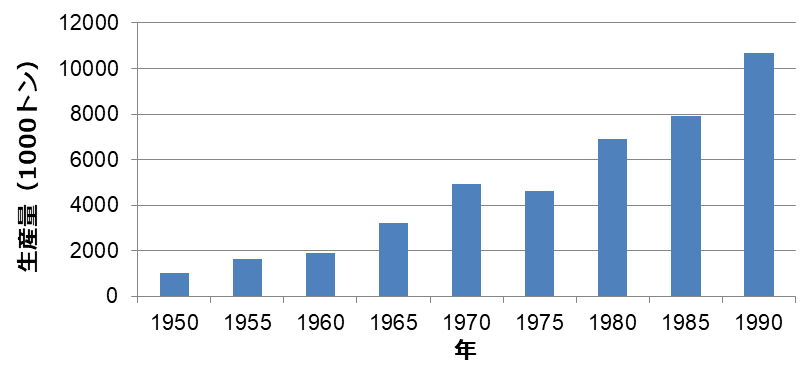
1950年-1990年間の西側世界ステンレス鋼生産量（粗鋼ベース）の推移

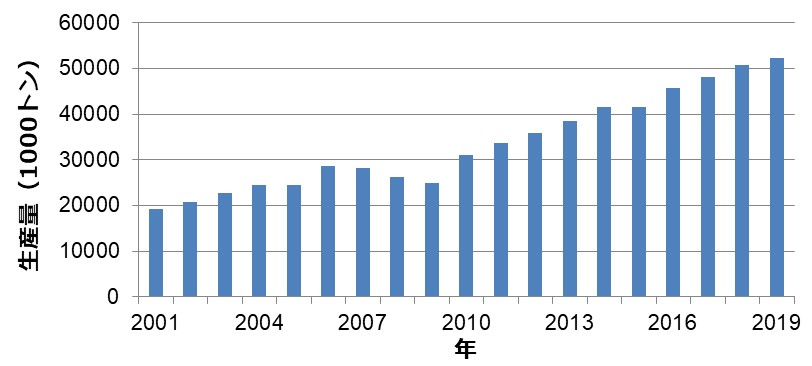
2001年-2019年間の全世界ステンレス鋼生産量（粗鋼ベース）の推移

各国別では、1950年のステンレス鋼生産量一位は米国で、全生産量の 42 % を占めていた。その後、日本が急激に生産量を伸ばし、1970年にはシェア 33 % を占め、米国を抜いて生産量一位となった。1974年に米国の生産量が日本を抜いて生産量一位に一旦戻ったが、翌年から日本の生産量がまた一位になり、それから長い間その状態が続いた。
1990年代になると、韓国や台湾などの成長率が伸び始める。2000年代に入ると、ベルギーやフィンランドなどでも生産が増加している。特に、21世紀に入ってからは中国（中華人民共和国）の生産量が急激に増加し、2006年に日本を抜いて生産量一位となった。インドも生産量を伸ばし、2016年に日本を抜いて生産量二位となった。2023年現在も中国が生産量一位で、世界の生産量の約半分を占める。

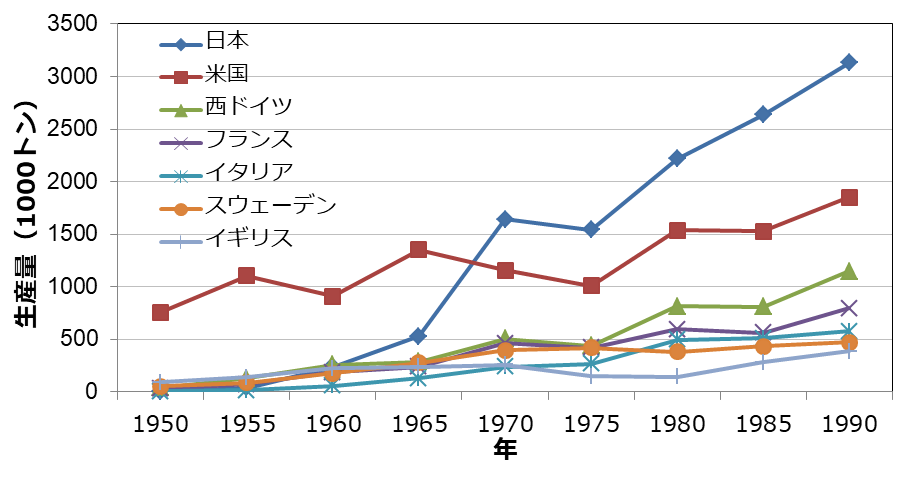
1950年-1990年間の主要国別ステンレス鋼生産量の推移

| 国                                 | 生産量（1,000トン） |
| ---------------------------------- | ------------------- |
| 中華人民共和国                     | 26,706              |
| インド                             | 3,740               |
| 日本                               | 3,283               |
| 米国                               | 2,808               |
| 韓国                               | 2,407               |
| フィンランド/スウェーデン/イギリス | 2,285               |
| インドネシア                       | 2,195               |
| ベルギー/オーストリア              | 1,754               |
| イタリア                           | 1,484               |
| 台湾                               | 1,172               |

### さらなる利用の広がりと技術開発

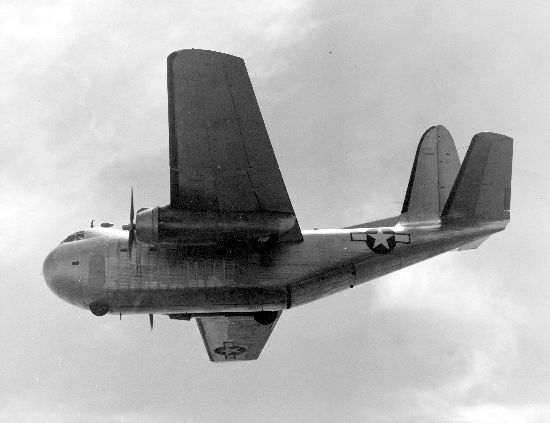
ステンレス鋼製ボディの貨物機RB-1（1944年ごろ）

第二次世界大戦中の戦闘機でも、第一次世界大戦と同じくエンジンバルブや排気系にステンレス鋼が利用された。第二次世界初期、航空機用アルミニウムの不足が心配されており、米国政府はアルミニウム以外の材料を使った航空機の可能性を探していた。この需要を見据えて、ステンレス鋼製鉄道車両で知られる米国のバッド社は、米国海軍向けにステンレス鋼製ボディの貨物機RB-1を開発した。1943年に完成して試験飛行が成功した後、25機が製造されたものの、米国海軍に注文を打ち切られ、RB-1が日の目を見ることはなかった。

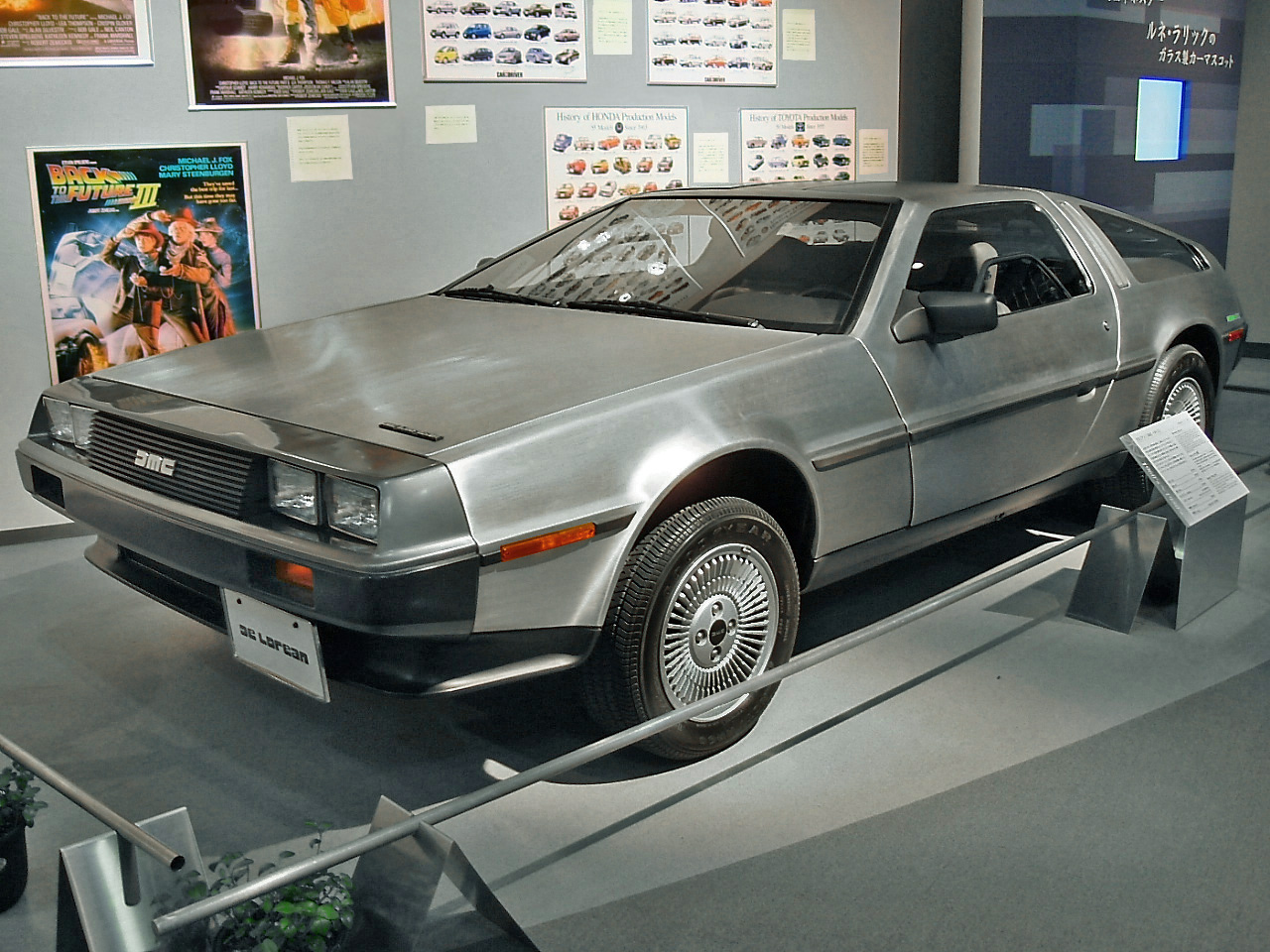
ステンレス鋼ボディ自動車のデロリアンDMC-12、トヨタ博物館に展示

自動車分野でも、1965年ごろから排気系部品をステンレス鋼に置き換える動きが始まり、排ガス規制が厳しくなる1980年代になると軽量化の達成と合わせて多くの排気系部品がステンレス鋼製となって現在に至っている。自動車の装飾用モール材でもステンレス鋼が使われ始め、1950年代ごろから使用が増加した。一般化することはなかったが、ステンレス鋼をボディとして採用した自動車のデロリアンDMC-12が1981年に発表され、製造会社が倒産する1982年までに約9000台が造られた。
1954年には、ステンレス鋼製の水中ビデオカメラが初めて作られ、1956年には、ステンレス鋼製カミソリ刃が初めて販売された。1960年は、ステンレス鋼製タンクを初めて使用したケミカルタンカーが納入。1966年は、ステンレス鋼製タービンブレードを使った世界発の潮力発電所が完成。1978年には、割れやすいガラスをステンレス鋼に置き換えた家庭用高真空魔法瓶が初めて販売された。1970年代になると、家電製品、キッチン用品、流し台、洗濯機ドラムといった形で家庭内でもステンレス鋼を使った製品が一般化していった。耐久消費財としての利用が広がるに連れ、鏡面仕上げやヘアライン仕上げ、カラーステンレス鋼といった表面処理されたステンレス鋼材も広まっていった。

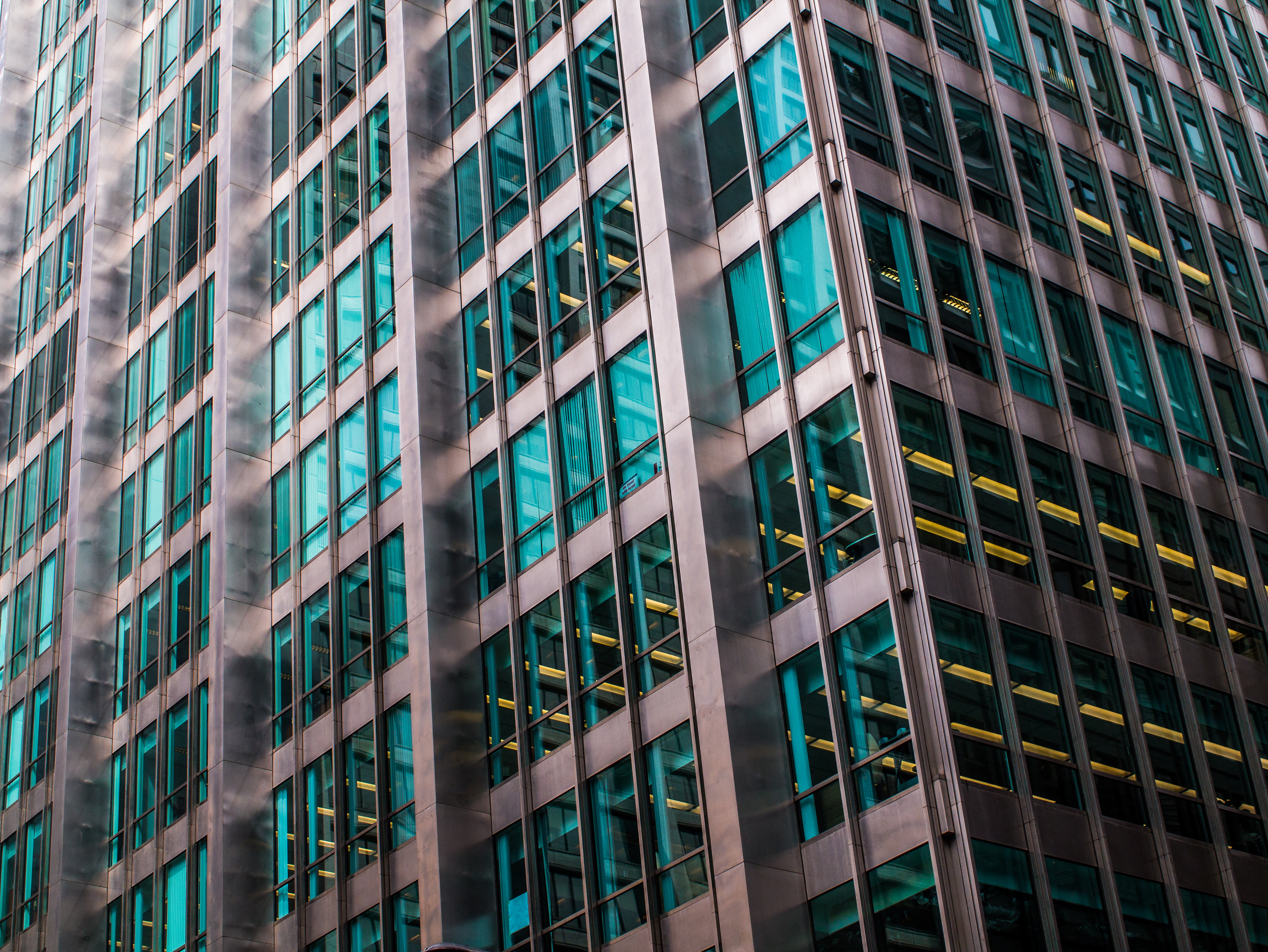
1958年建設のシカゴのインランド・スティール・ビルディングは、ステンレス鋼製カーテンウォールを使った初期の建築物の一つ

1950年代には、建築分野で金属材料とガラスから成るカーテンウォールが高層建築物に適用され始め、ステンレス鋼製カーテンウォールを使った高層ビルも現れ始めた。1930年に建設されたクライスラー・ビルディングは、1995年に検査が行われ、ステンレス鋼外装の状態が確認された。検査報告書によると、風雨による洗浄も手伝い、沿海地域に建てられたにも拘らず外装のステンレス鋼は良好な状態が保たれていた。1886年に建造された米国の自由の女神像では、1980年から大掛かりな検査が行われ、塗装方法の不味さなどもあって鉄製骨格構造の多くの箇所でさびが進行していることが判明した。1984年ごろから始まった修復工事で、自由の女神像の骨格はステンレス鋼に差し替えられた。
1950年代に実用化されたゼンジミアミル、1960年代に実用化されたVOD法・AOD法は、今日でもステンレス鋼製造の基本的方法として利用が続いている。1987年時点で、VOD炉は62基、AOD炉は90基、世界で稼働していた。現在に至るまでに、VOD法・AOD法を基にして種々の精錬法が各製鋼メーカーによって開発された。LD転炉を組み合わせた手法も確立している。現在のステンレス鋼の溶解・精錬方法は多種多様で、各メーカーがそれぞれの事情に適した手法を取っている。ゼンジミアミル実用化後は、特に日本の製鋼会社が意欲的に多数導入し、1960年代の日本のステンレス鋼生産急成長の源の一つとなった。1950年代から60年代にかけてゼンジミアミルの対応幅は 4 ft、5 ft と広がり、さらに圧延速度も上昇して、ステンレス鋼薄板の生産能力が向上した。広幅ゼンジミアミルの実用後は、冷間圧延後の焼鈍や酸洗といった工程も連続処理可能に進化していった。1990年ごろには、日本で板形状制御や高速化のために分割ハウジング型の12段圧延機なども登場した。

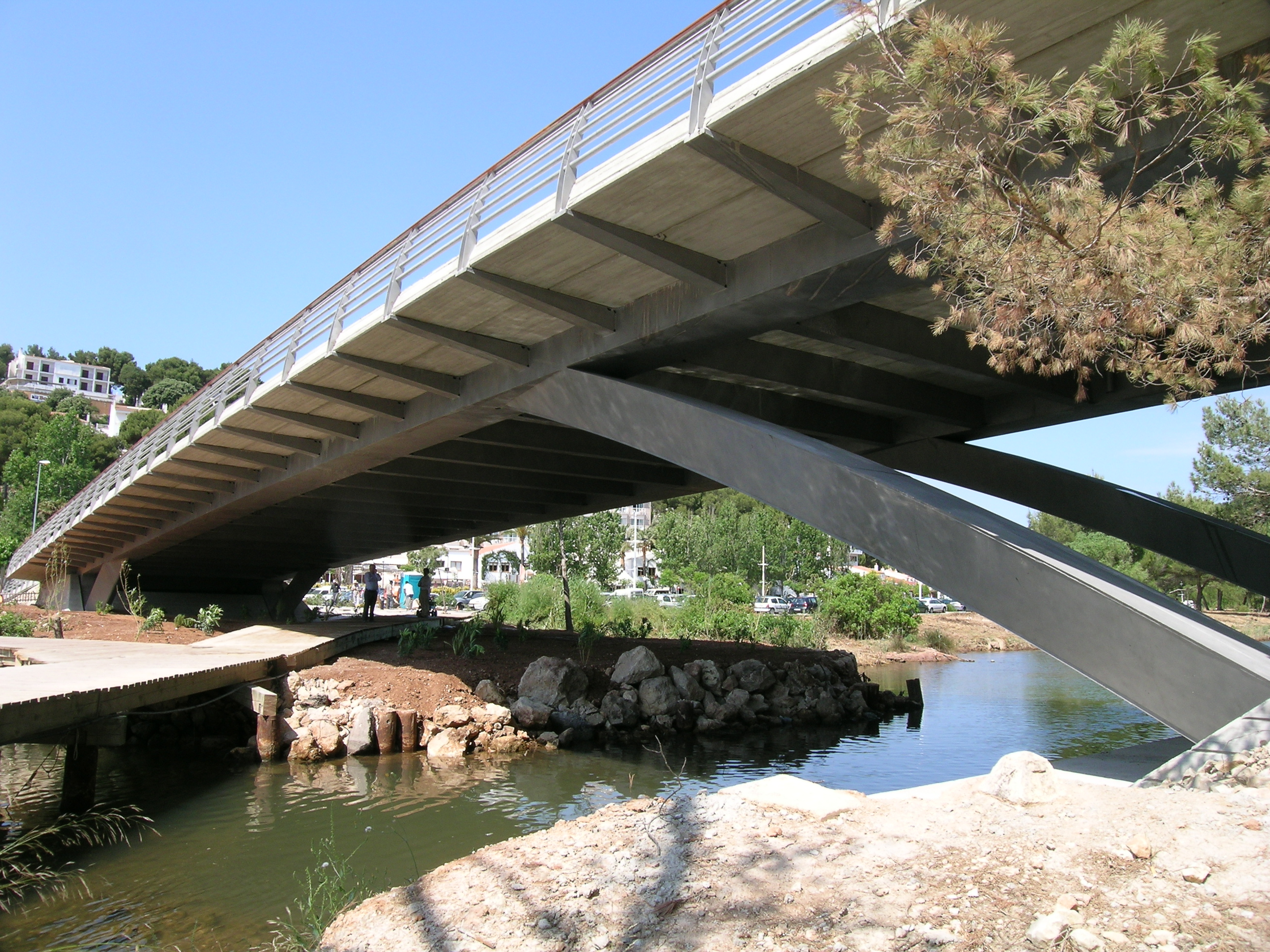
2005年に完成したスペインのカラ・ガルダナ橋の主構造は汎用二相ステンレス鋼S32205で出来ており、ヨーロッパ初のステンレス鋼製道路橋でもある

1930年代に実用化されたが溶接上の問題があったオーステナイト・フェライト系は、VOD法・AOD法実用化後の1970年代ごろに、低炭素化と窒素の精密添加によって溶接性の問題を克服した。この鋼種は汎用二相ステンレス鋼と呼ばれ、UNS S32205 が1990年代初頭に二相系の標準として定着した。1990年代には高モリブデン・高窒素でさらに高耐食性のスーパー二相ステンレス鋼が開発された。2000年代には、さらに耐食性を高めたハイパー二相ステンレス鋼や低価格化を目指したリーン二相ステンレス鋼が実用されている。
1940年代に実用化された析出硬化系は、1949年、米国のアームコ・スチールが、クロム 17 %・ニッケル 4 %・銅 4 % を主成分とし、銅に富む相による析出硬化を利用した鋼種を開発した。この鋼種は"17-4PH"と呼ばれ、現在でも析出硬化系の代表的鋼種として広く使用されている。析出硬化系は最初は軍事用に利用され、米軍規格で規格化されたが、その後1963年にAISI規格で1965年にASTM規格で規格化され、汎用的に利用されるようになっていった。

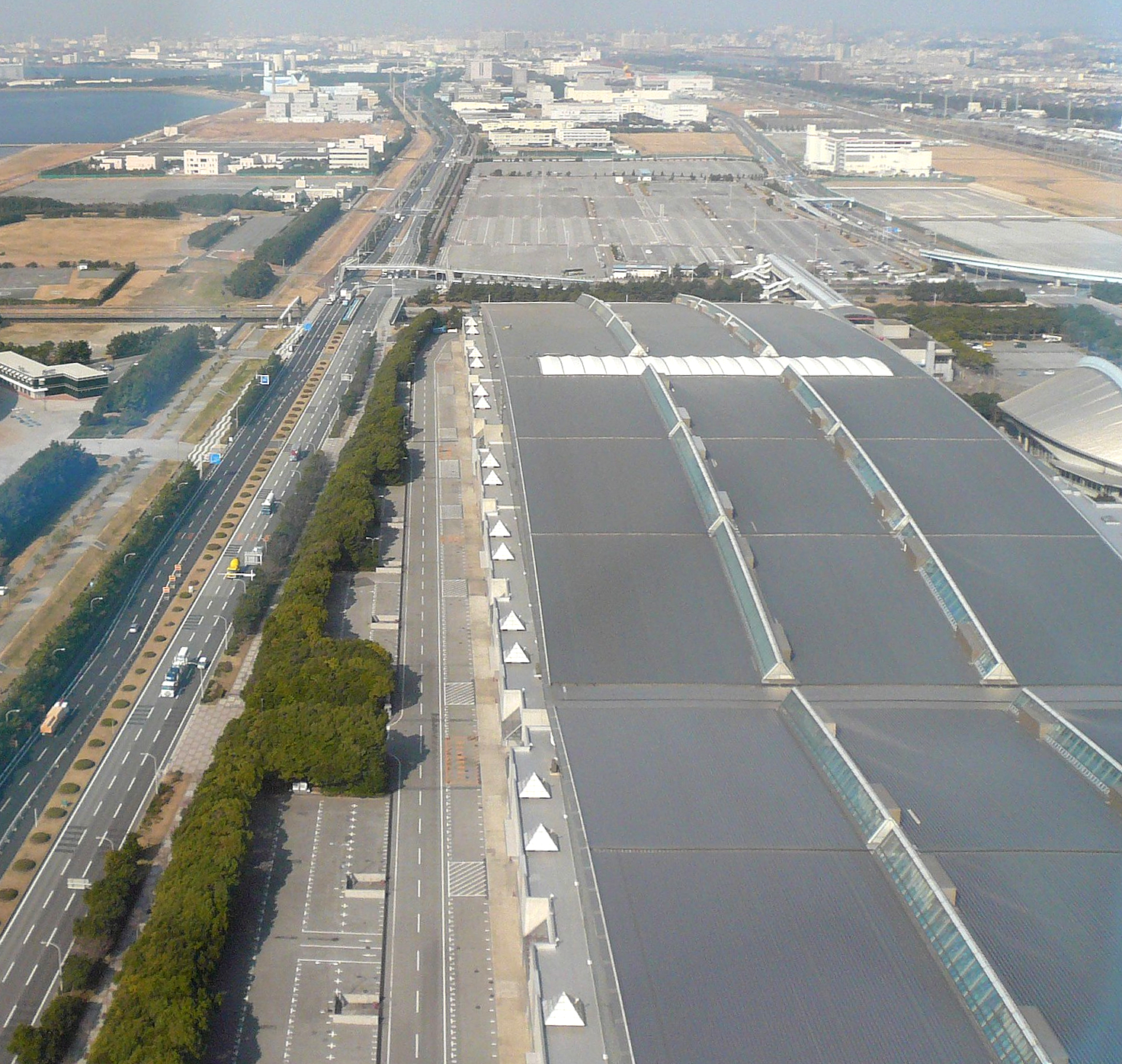
1989年に完成した日本の幕張メッセの屋根は高純度フェライト系ステンレス鋼で出来ており、さらに大型建築物の屋根でフェライト系が使われた最初の例でもある。

フェライト系は、炭素・窒素の量が極小化された高純度フェライト系ステンレス鋼が実用化された。1970年ごろに、電子ビーム溶解法を利用して最初期の高純度フェライト系ステンレス鋼が実用化された。その後VOD法・AOD法によって高純度化が容易になり、耐食性、加工性、溶接性を向上させた高純度フェライト系はそれまでフェライト系が使用されなかった分野への利用を広げている。
オーステナイト系は、現在でも最も広く使われている鋼種である。オーステナイト系の高性能化は、米国のアレゲニー・ラドラム・スチールがクロム 20 %・ニッケル 25 %・モリブデン 6 % の "AL-6X" を実用化し。1973年に発電所の復水器の管に採用された。これが実用化された耐海水ステンレス鋼の最初といえる。その後、スウェーデンのアーヴェスタ社が、耐孔食性に優れ、製造の容易なクロム 20 %・ニッケル 18 %・モリブデン 6 %・銅 0.7 %・窒素 0.2 % の "254SMO"を実用化した。254SMOは、1977年にパルプの漂白プラントで採用され、優れた耐海水性を評価されて1979年に北海油田でも採用された。

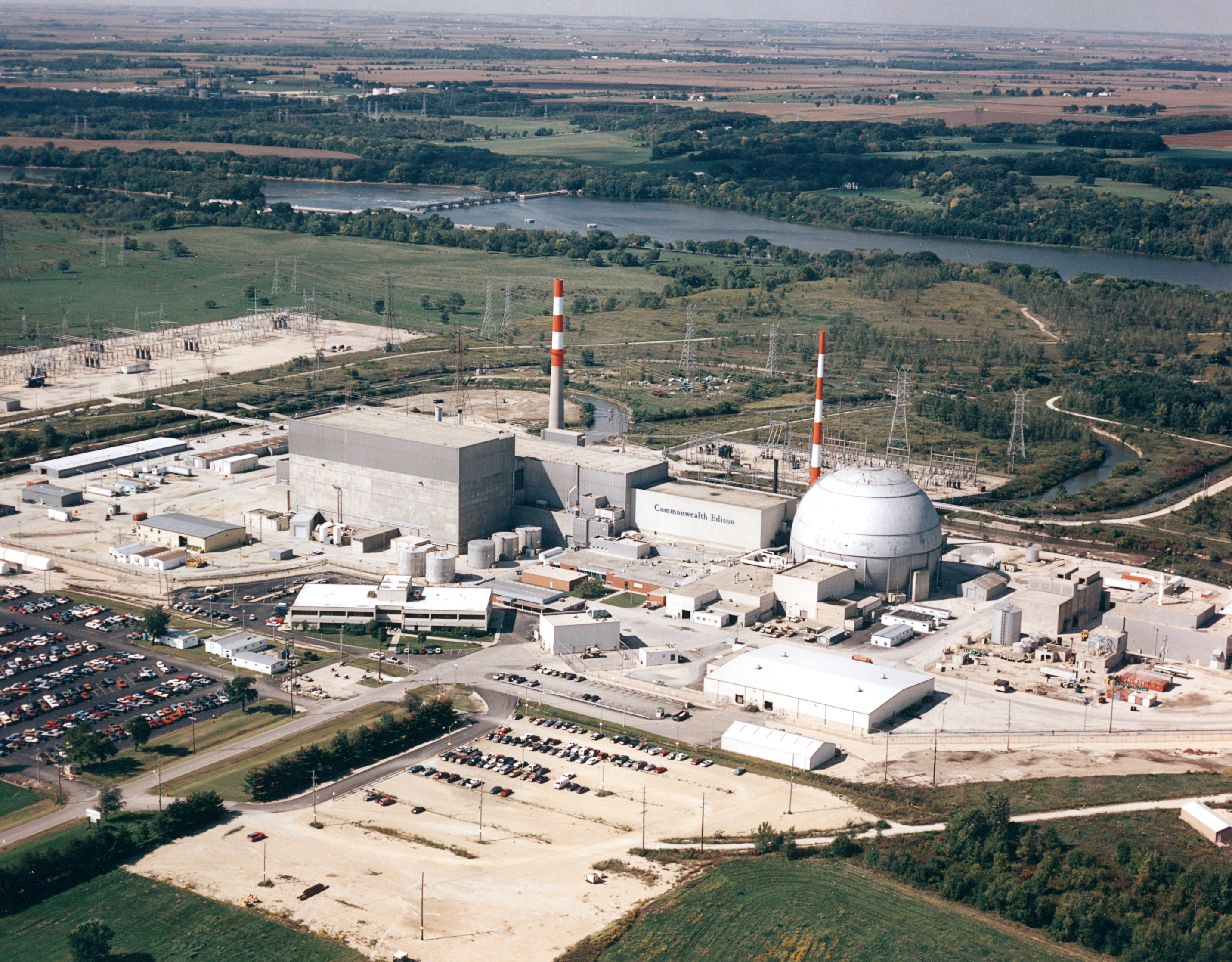
ドレスデン原子力発電所（2013年）

一方で、ステンレス鋼が関係した著名な過去の不具合事例が、原子力発電所における応力腐食割れである。1965年、米国のドレスデン原子力発電所で、再循環系バイパス配管においてステンレス鋼の応力腐食割れが初めて報告された。この事象はこの発電所特有の事象と当初は考えられたが、1974年に米国の多くの原子力発電所で同じ事象が確認され、ステンレス鋼304系を使用している沸騰水型原子炉に共通する問題であることが判明した。1970年代中ごろ、この設計の沸騰水型原子炉を技術導入していた日本でも同様の事象が起きていることが判明し、米国と日本で重大な問題となった。最終的には新たな原子力用ステンレス鋼や溶接方法の開発と採用によって対策されたが、この事象への対策には、腐食研究史上でも最大規模の研究者数、研究費用、研究期間が投じられた。
また、ステンレス鋼に必要な合金元素が枯渇性資源であることも課題となっている。特にニッケルは、幅広く利用されるオーステナイト系の主要元素でありながら、長期的な安定供給に不安がある。1971年と1989年には、ニッケル価格の上昇に起因し、ステンレス鋼の世界ステンレス鋼生産量が落ち込んだ。2007年には、空前の高値までニッケル価格が高騰した。2003年ごろまでは1トン当たり 10,000 USドル弱のニッケル価格で落ち着いていたが、中国とインドのステンレス鋼需要の高まりなどによってニッケル不足がはやされ、2007年には1トン当たり約 52,000 USドルにまで達した。このときのニッケル高騰により、ステンレス鋼生産量は世界的に落ち込み、オーステナイト系の価格上昇や鋼材不足が引き起こされた。一方で、この出来事をきっかけにして省ニッケルまたはニッケルフリーの種類のステンレス鋼活用が進んだ。ニッケルを節約した鋼種の開発は、ステンレス鋼の現代的な課題の一つとなっている。
ステンレス鋼に関する規格は、1932年にアメリカ鉄鋼協会がステンレス鋼の種類を組成別に定めた公的規格を世界で初めて発行して以降、各国および国際規格で規格が制定されていった。日本産業規格を例にとると、1951年に最初に制定されたときのステンレス鋼種は
- オーステナイト系：12種
- マルテンサイト系：3種
- フェライト系：1種

だったが、2019年現在の制定済み鋼種は
- オーステナイト系：45種
- マルテンサイト系：15種
- フェライト系：16種
- オーステナイト・フェライト系：6種
- 析出硬化系：4種

までに至っている。ステンレス鋼の国際的な定義も、1988年に世界税関機構によって「炭素 1.2 % 以下、クロム10.5 % 以上を含む合金鋼」と定められた。以降、この定義に準じて貿易統計が取られている。1996年には、各国のメーカーや協会から成る、ステンレス鋼業界の国際協会である「国際ステンレス鋼フォーラム (International Stainless Steel Forum)」が組織された。
ベンノ・シュトラウスとエドゥアルト・マウラーの発明を起点にして2012年に、ハリー・ブレアリーの発明を起点にして2013年に、ステンレス鋼は生誕100周年を迎えた。